# Ligne 1 du tramway de Nice
La ligne 1 du tramway de Nice, appelée T1, est une ligne de transport en commun en site propre du tramway de Nice exploitée par la régie Ligne d’Azur, mise en service en 2007 et reliant le quartier de Saint-Sylvestre au quartier Pasteur de la commune de Nice, en suivant un tracé desservant le centre de la ville.

## Historique

### Chronologie
- 24 novembre 2007 : inauguration de la ligne
- 26 novembre 2007 : mise en service entre Las Planas (aujourd'hui Henri Sappia) et Pont Michel
- 6 juillet 2013 : prolongement de Pont Michel à Hôpital Pasteur

### Naissance du projet

#### Réalisation
Depuis la fin de service du tramway de Nice et du Littoral en 1953 et à la suite du premier choc pétrolier en 1971, Nice, comme de nombreuses autres agglomérations françaises, connaît de grands problèmes au niveau de la circulation en centre-ville. Pour y remédier, elle lance en 1987 des études sur la réalisation d'un transport en commun en site propre. Après une augmentation massive de l'offre de transport en autobus, le projet d’une ligne de tramway naît en 1998.
En 2002, la commission d'enquête donne un avis favorable au projet du tramway et la communauté urbaine Nice Côte d'Azur, qui est le maître d’ouvrage, attribue le marché de maîtrise d'œuvre et de réalisation du lot d'infrastructures à Thalès Engineering (en concurrence avec Semaly et Obermeyer).
C'est en 2003 que la CANCA lance un appel d'offres pour déterminer le constructeur du tramway avec comme condition imposée une solution alternative à la ligne aérienne de contact pour la traversée des places Masséna et Garibaldi,.

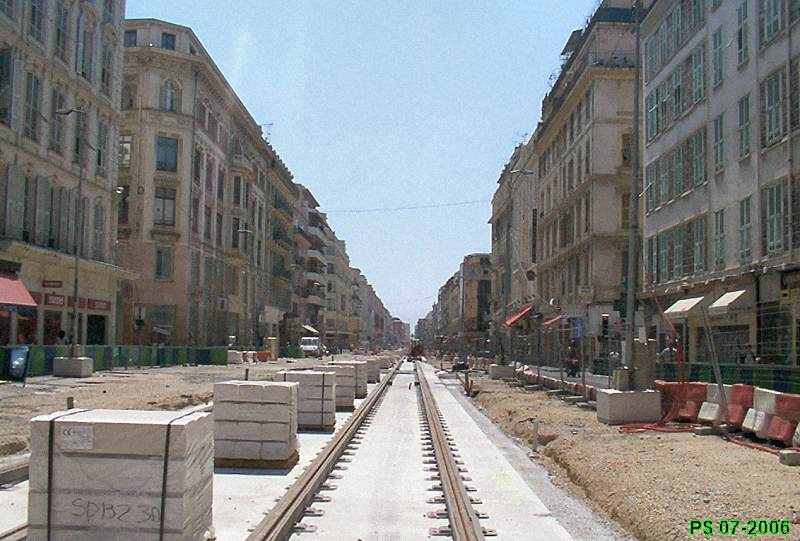
L'avenue Jean-Médecin en travaux.

Étant plus fiable que le bus en circulation, moins cher que le métro à la construction et déclaré d’utilité publique le 11 mars 2003 par le préfet des Alpes-Maritimes, les travaux commencent alors en août 2003. Le coût des travaux s'élève à 480 millions d’euros et est financé par l'État (28 millions), le conseil régional de Provence-Alpes-Côte d'Azur (13 millions) et le conseil général des Alpes-Maritimes (25 millions).
Le planning des travaux se fait en plusieurs étapes :
- août 2003 : déviations des réseaux au nord de Nice ;
- octobre 2004 : construction du centre opérationnel du tramway ;
- janvier 2005 : travaux de la plateforme du tramway ;
- mai 2005 : soudure des rails ;
- décembre 2006 : livraison de la première rame ;
- mars 2007 : début des essais au nord de Nice ;
- août 2007 : ouverture de la ligne et début des essais sur toute la ligne.

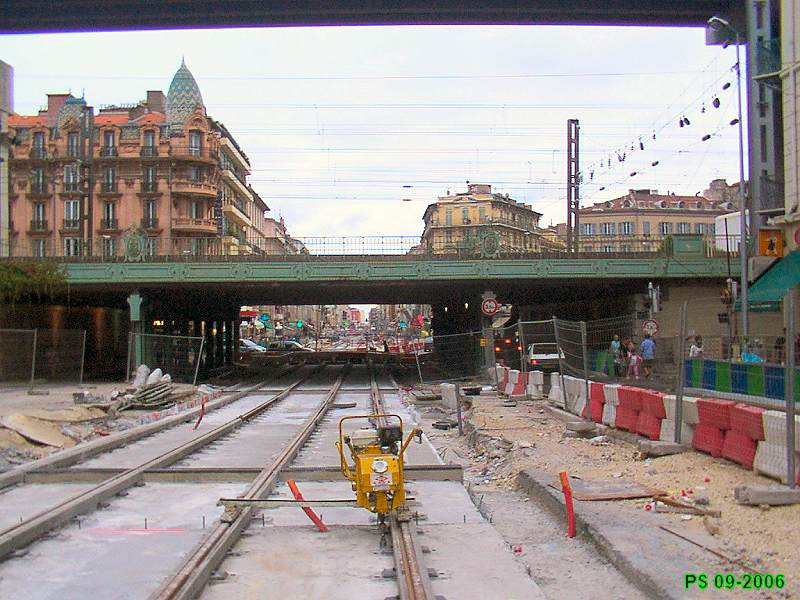
Avenue Malausséna en travaux.
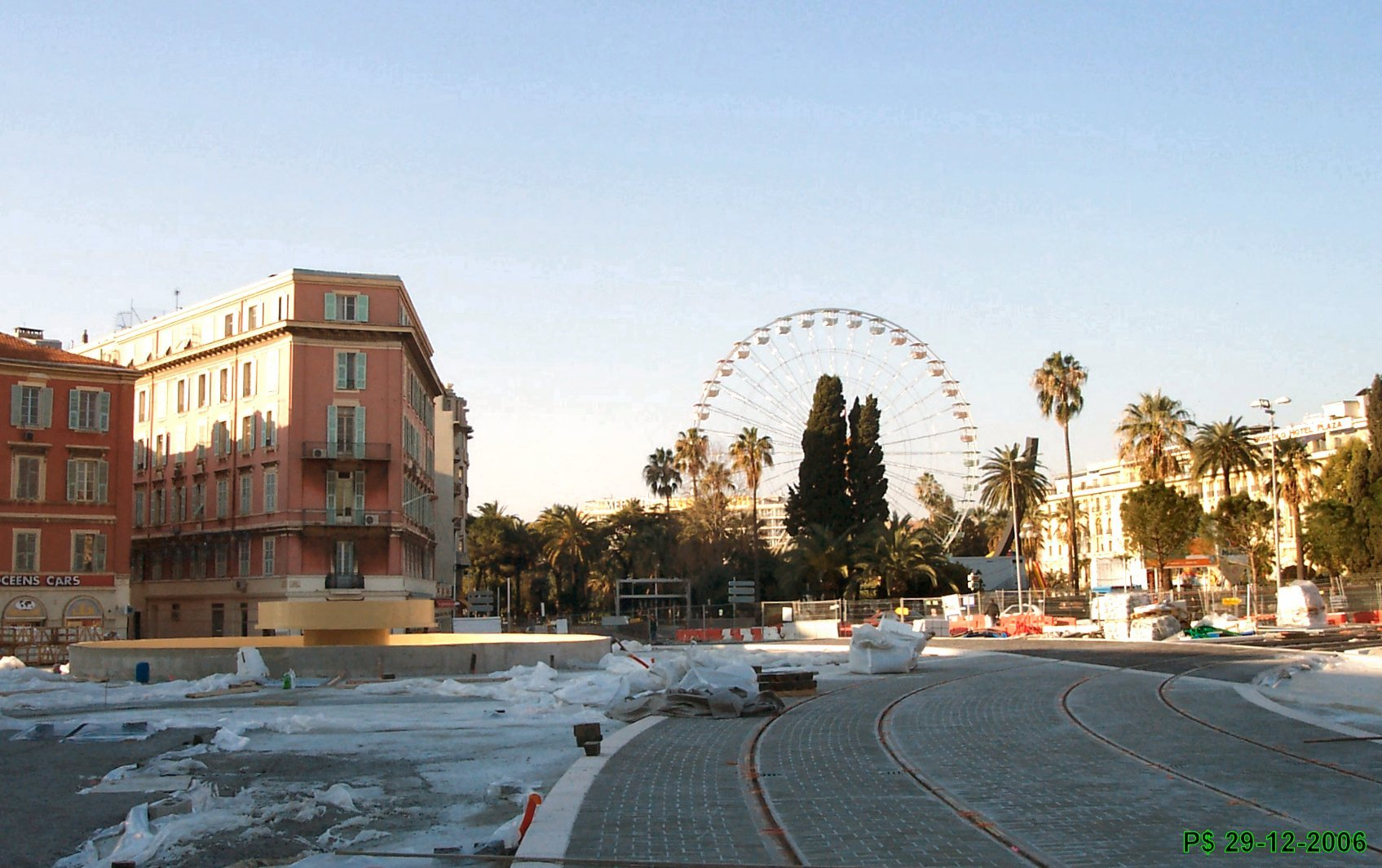
Place Masséna en travaux.
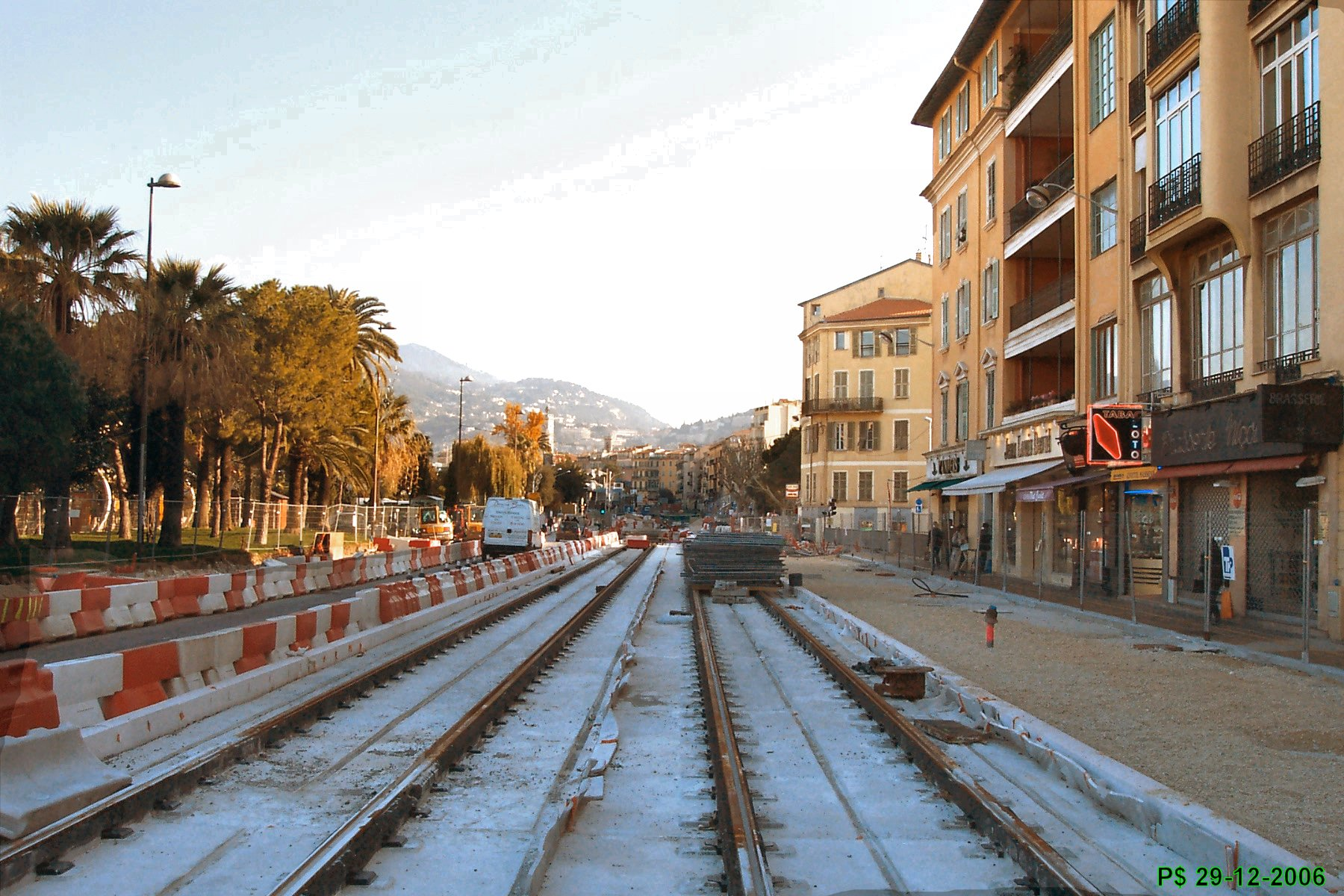
Boulevard Jean-Jaurès en travaux.
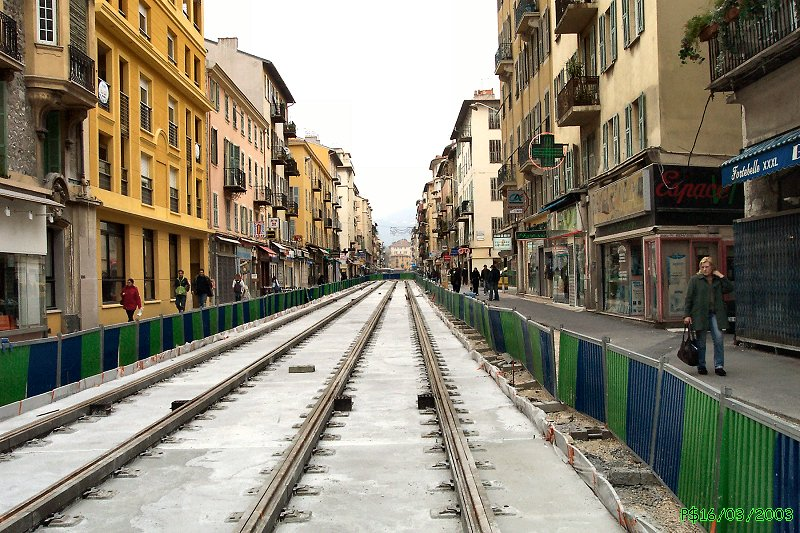
Avenue de la République en travaux.

Le 14 mars 2004, la CANCA dévoile que la commission d'appel d'offres a choisi Alstom Transport comme constructeur du tramway avec son modèle Citadis pour un marché estimé à 57 millions d'euros.
La CANCA choisit de déléguer son service public de transport en commun (environ trois cents bus et une ligne de tramway) le 21 juin 2004 en signant une convention avec à la société nouvelle des transports de l'agglomération niçoise, filiale du groupe Connex,.
Le marché de construction du dépôt d'attache et du centre de maintenance situé au nord de Nice est attribuée à Eiffage Travaux Publics, Eiffage Construction Azur, Appia Alpes-Maritimes et Spie Fondations, celui de la plate-forme du tramway et des rails à Eurovia, Vossloh et AMEC SPIE et celui de l'énergie électrique à Ineo Sclé Ferroviaire. Il est construit à partir de 2004 par l'atelier de Marc Barani pour être livré deux ans plus tard en 2006,.
Il est démontré le 8 avril 2005 qu'un système de fraude de la part de THEC (Thales Engineering and Consulting), filiale du groupe Thales, est établi en 2002 afin d'obtenir le marché de maîtrise d'œuvre du tramway estimé à 14,3 millions d’euros. Les personnes accusées ont été mises en examen pour corruption et abus de biens sociaux,,,,,. La maîtrise d’œuvre est reprise un an plus tard en 2006 par Coteba.

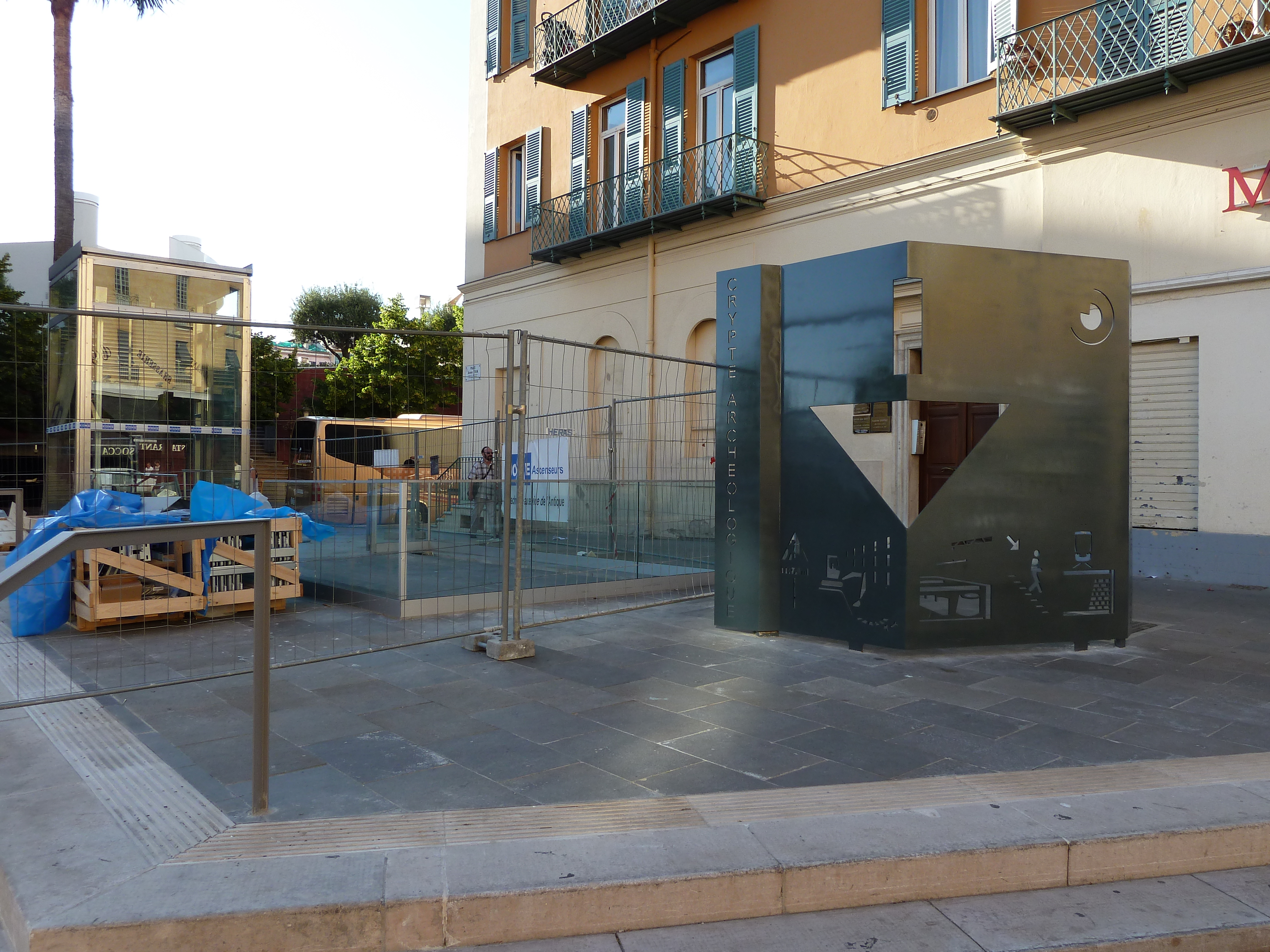
Entrée de la crypte.

Des fouilles archéologiques sont entreprises sous la place Garibaldi en même temps que les travaux du tramway et ont permis de découvrir les vestiges du Pont-Vieux (environ 230 m2) et des fortifications de la porte Pairolière (environ 2 000 m2). Afin de préserver le sous-sol de Nice, une dalle en béton est posée par-dessus les ruines pour permettre le passage du tramway et la continuité des fouilles. L'entrée de cette crypte se fait par la place Jacques-Toja,,.

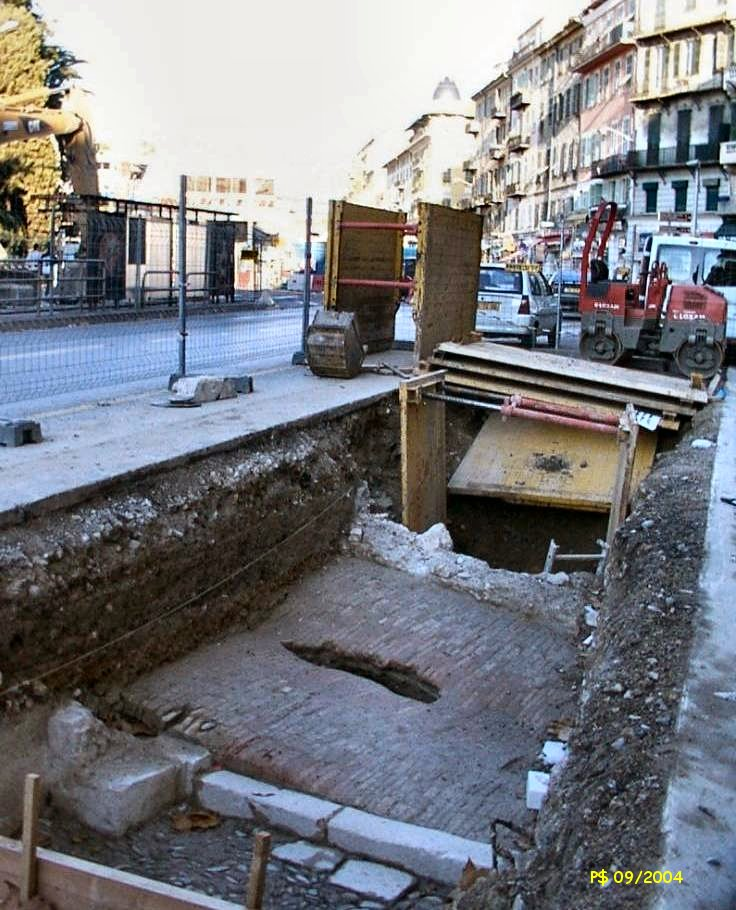
Pont-Vieux à proximité de Cathédrale – Vieille Ville.
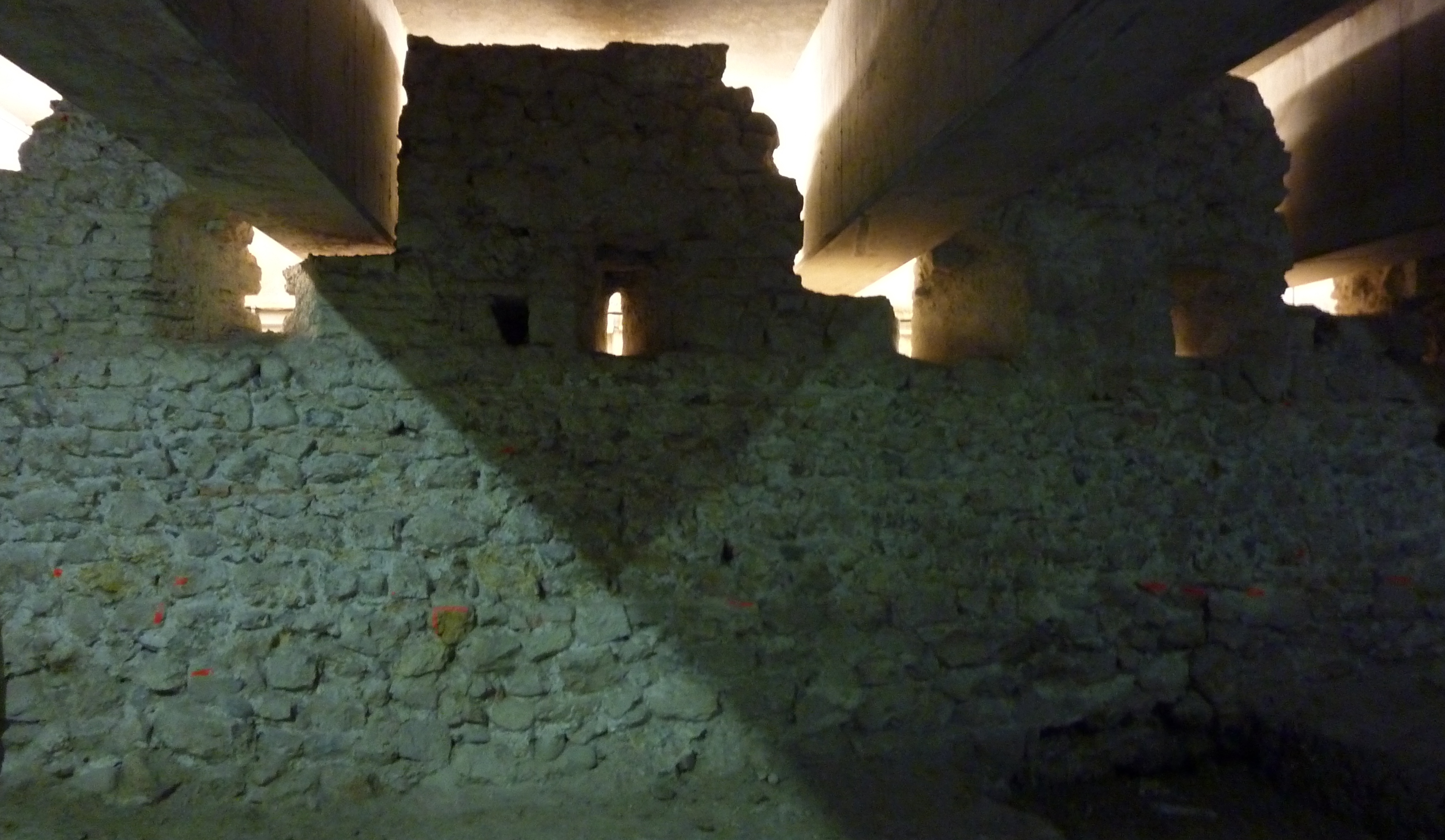
Porte Pairolière recouverte de la dalle en béton.

Trois mois avant la mise en service de la ligne, la déclaration d'utilité publique est annulée par la cour administrative d'appel de Marseille concernant la prise en compte partielle d'une réserve du commissaire enquêteur relative au stationnement des riverains après la livraison du tramway.

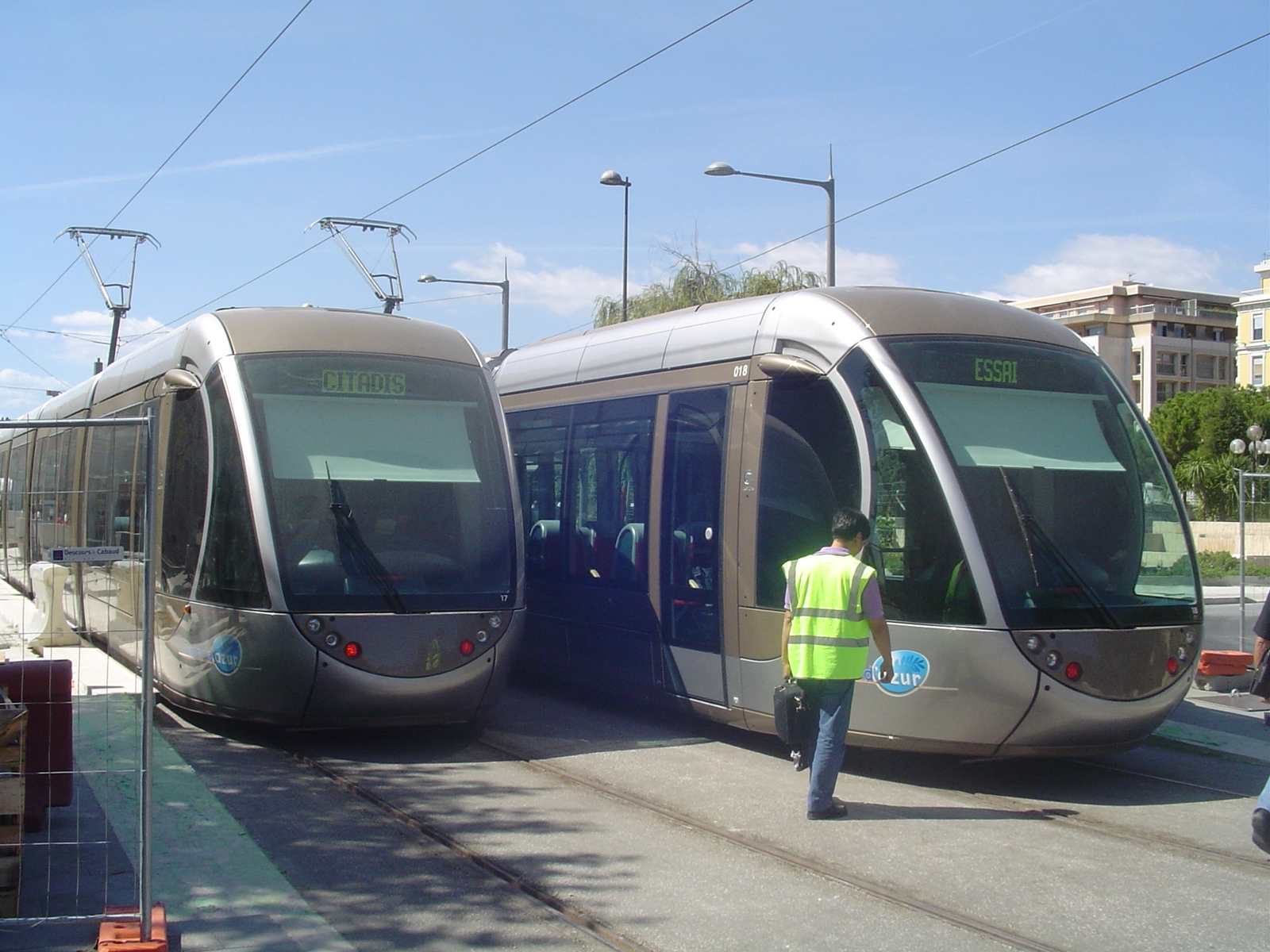
Essais sur le boulevard Jean-Jaurès.

Peu de temps après, le 20 juillet, le tramway effectue ses premiers tests des batteries embarquées en traversant les places Masséna et Garibaldi.

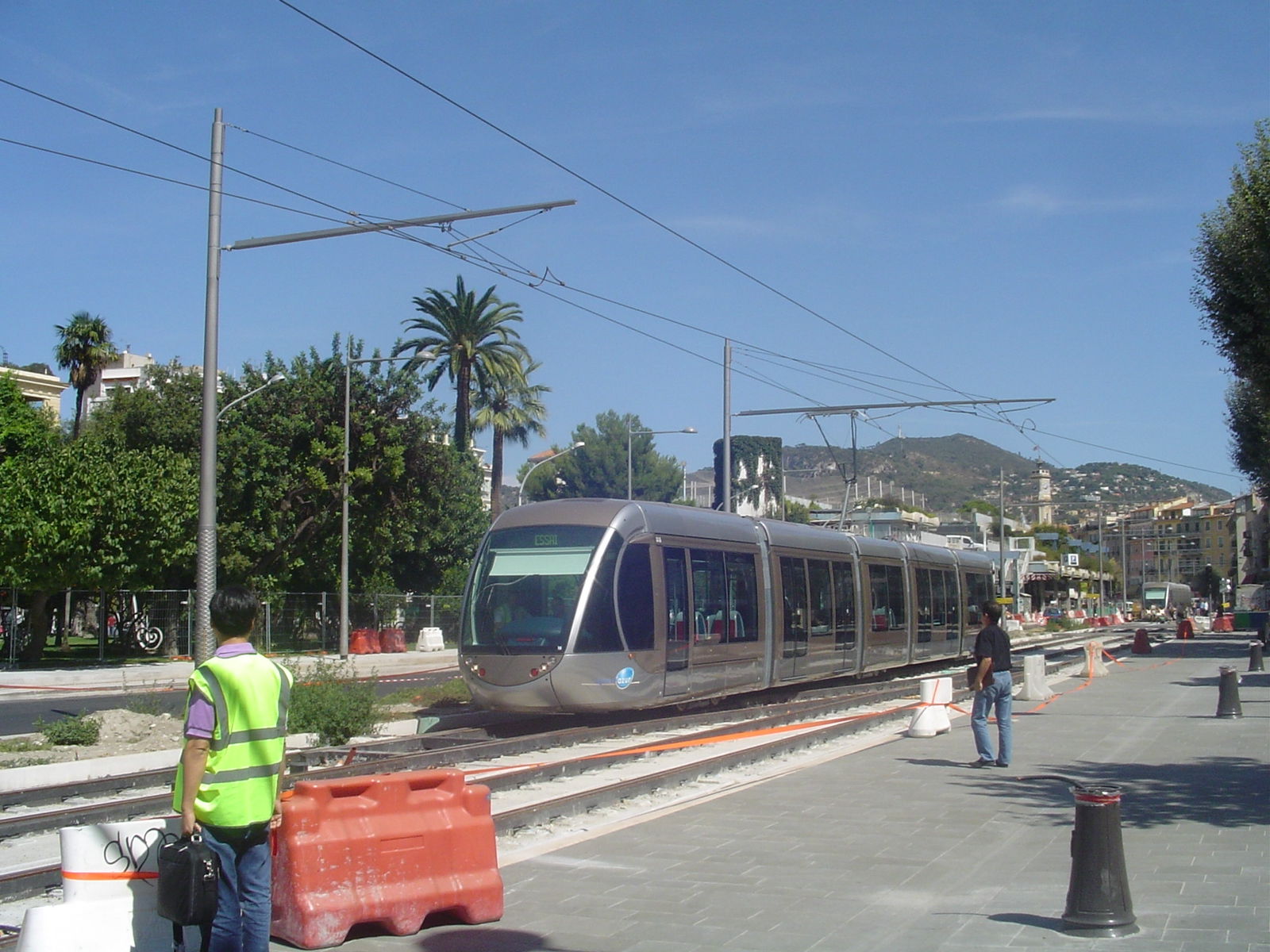
Essais sur le boulevard Jean-Jaurès.
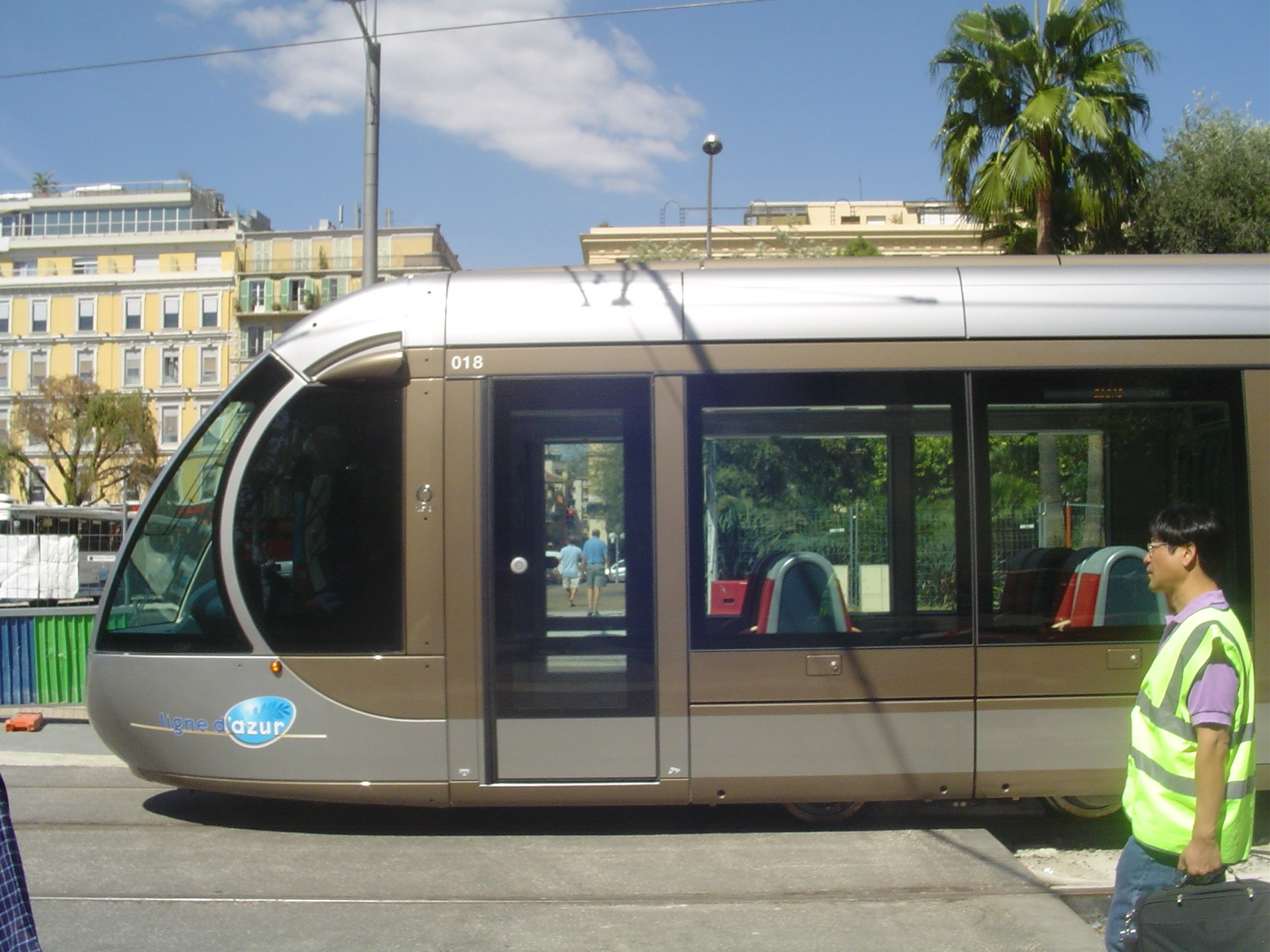
Essais sur le boulevard Jean-Jaurès.

#### Mise en service
La ligne du tramway est inaugurée le 24 puis mise en service le 26 novembre 2007, mesure 8,7 km et s'étend du nord de Nice (boulevard Comte-de-Falicon) à proximité du stade du Ray et de l'A8 jusqu'au pont Michel dans le quartier Saint-Roch.
La ligne emprunte des axes de circulation très importants tels l'avenue Jean-Médecin, artère centrale de Nice, la place Masséna, la principale place de la ville ou encore la place Garibaldi à l'est, proche du Vieux-Nice. La ligne dessert également le campus Saint-Jean d'Angély qui, selon les projets de la municipalité et de l'université Nice-Sophia-Antipolis, doit devenir un pôle important.

Plan de la ligne en 2007.
Carte de la ligne en 2007.

### Extension dePont MichelàHôpital Pasteur
L’étude du prolongement de la ligne est étudiée dès 2002 où plusieurs variantes sont proposées dont une avec l’utilisation d’un tram-train. La mise en service est fixée en 2010, tout comme pour la ligne 2.
Le 28 mai 2010, le marché de maîtrise d’œuvre est attribué au groupement Inexia, filiale de Systra.
En décembre 2010, le maire de Nice confirme l’extension de la ligne 1 vers le nouvel hôpital Pasteur. La ligne est prévue d’être étendue jusqu’à la ville voisine de La Trinité. Le projet d’extension de la ligne 1, dont les travaux ont commencé en juin 2011 et longue d’environ 4,9 km, se fait en trois étapes.

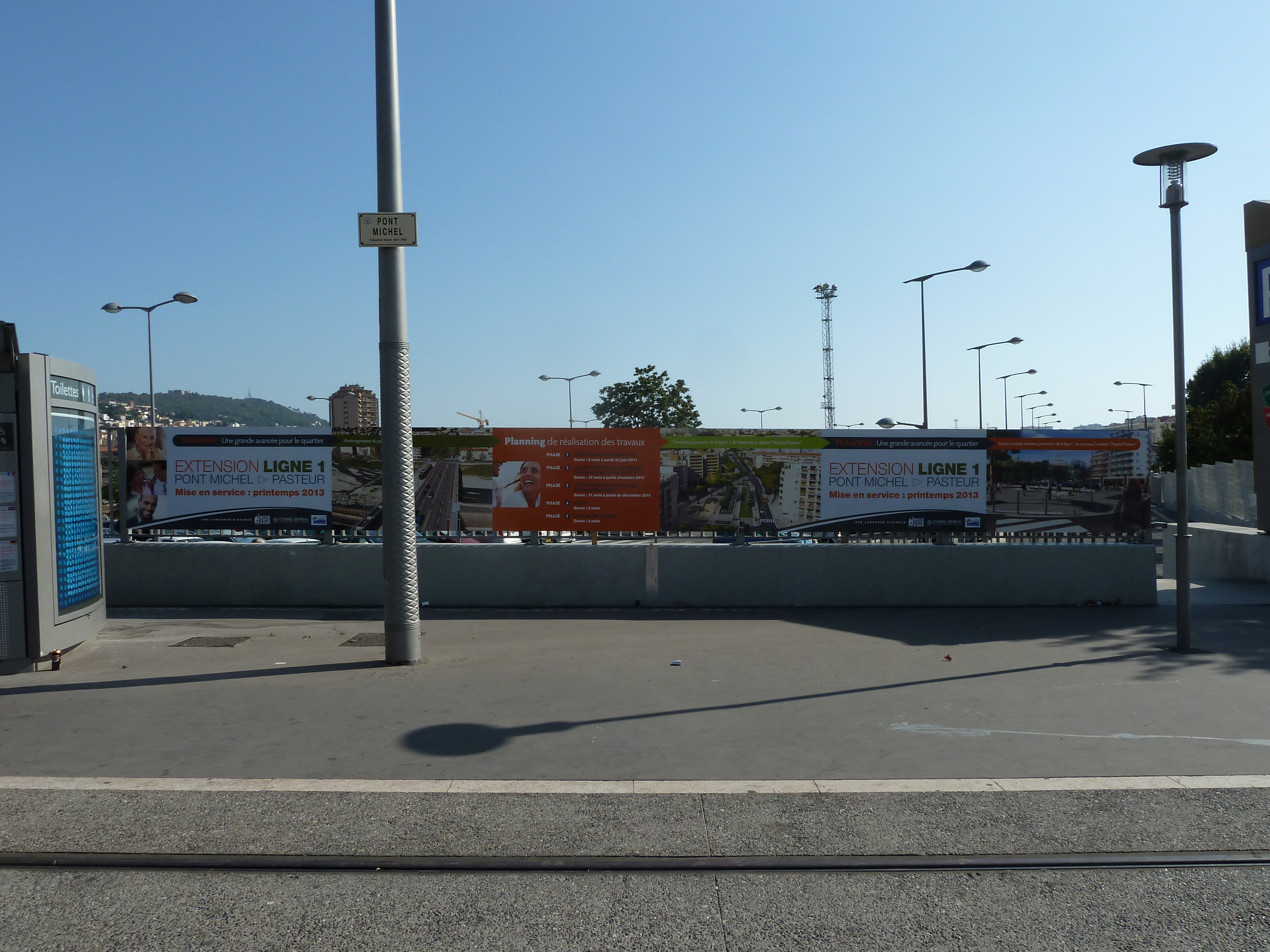
Panneau exposé à Pont Michel présentant la première phase de l’extension de Pont Michel à Hôpital Pasteur.

La première phase longue d’environ 450 m va de la station Pont Michel jusqu’à la prochaine station Hôpital Pasteur. Cette nouvelle station permet de desservir le quartier de Pasteur, intégré au sein d'un quartier prioritaire, ainsi que le futur hôpital Pasteur en cours de construction et dont les travaux, qui devaient se terminer à la même date que celle du tramway, se termineront en 2014. Le nombre de voyageurs quotidien supplémentaires est estimé à cinq mille d’ici 2013 soit un total de cent cinq mille.
Le coût des travaux s’élève à 23,9 millions d’euros et est financé par la métropole Nice Côte d'Azur avec le conseil général des Alpes-Maritimes (3 millions), l’État (2,1 millions), le conseil régional de Provence-Alpes-Côte d'Azur (1,6 million) et les fonds européen de développement régional (0,736 million).
Les travaux, qui ont commencé en juin 2011, se font en plusieurs étapes :
1. dévoiement des réseaux (six mois) ;
2. construction d’un nouveau pont à côté du pont René Coty[28] (douze mois) ;
3. construction de la plateforme de circulation du tramway (onze mois) ;
4. essais (trois mois) ;
5. marche à blanc (deux mois).

Le 17 décembre 2012, le tramway fait son premier essai en partant de Pont Michel jusqu’à Hôpital Pasteur afin de tester les différents aménagements mis en place (structure porteuse du pont),.
Le tronçon jusqu’à l’hôpital Pasteur est mis en service le 6 juillet 2013 pour étendre la ligne à 9,2 km,. Par la même occasion, le nom du terminus Las Planas change pour devenir Henri Sappia.

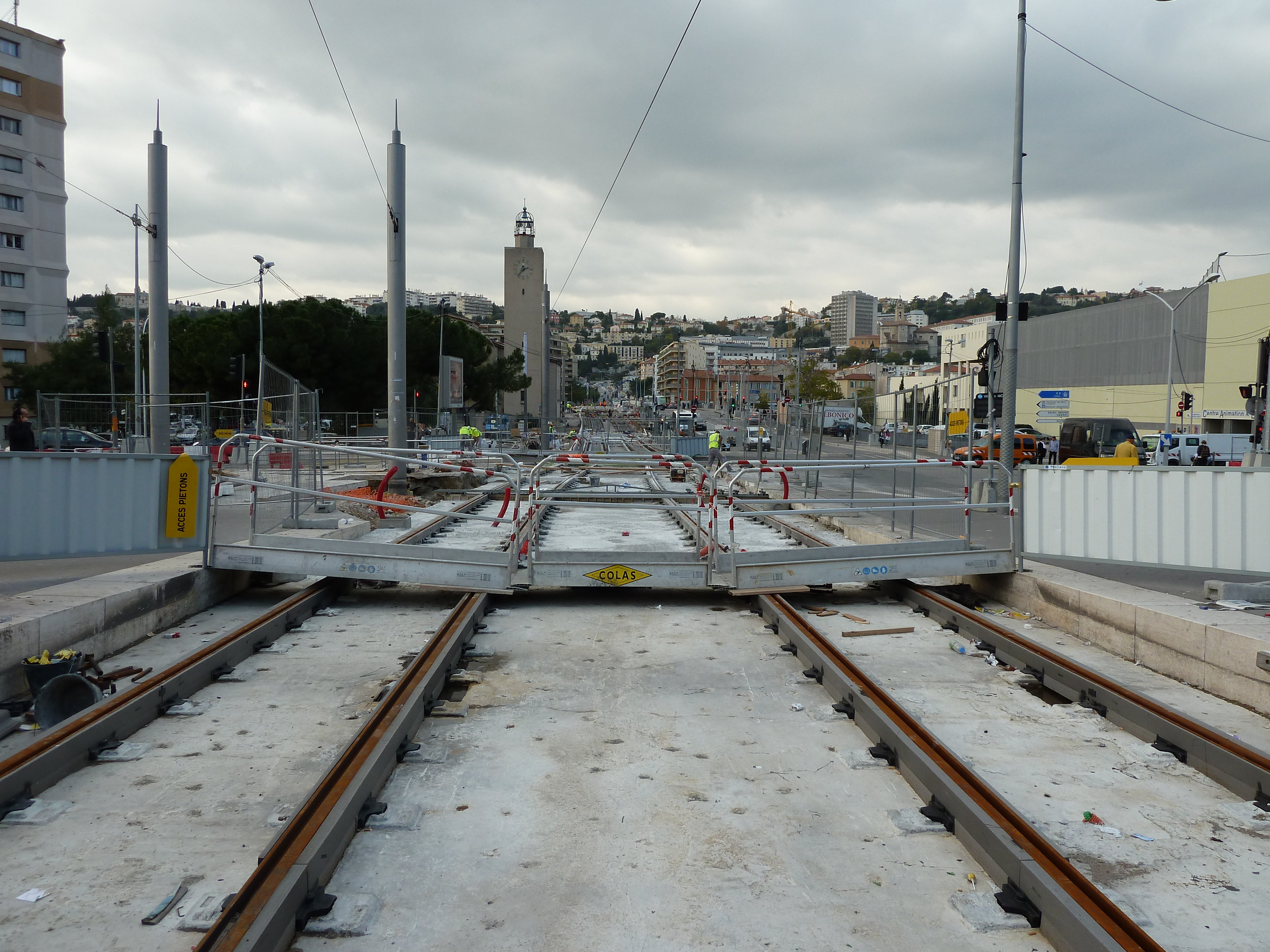
Pont René Coty en travaux.
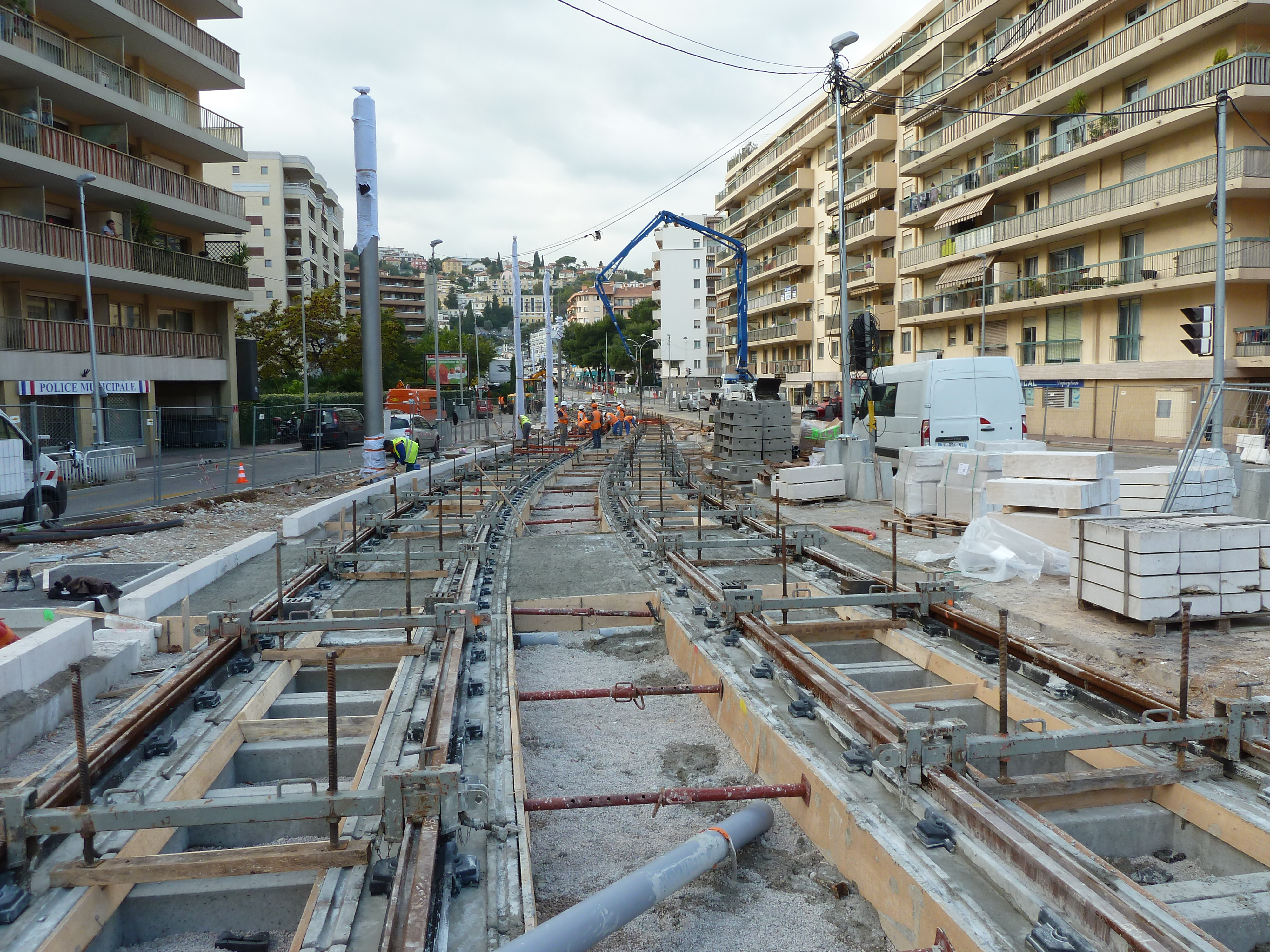
Voie romaine en travaux.
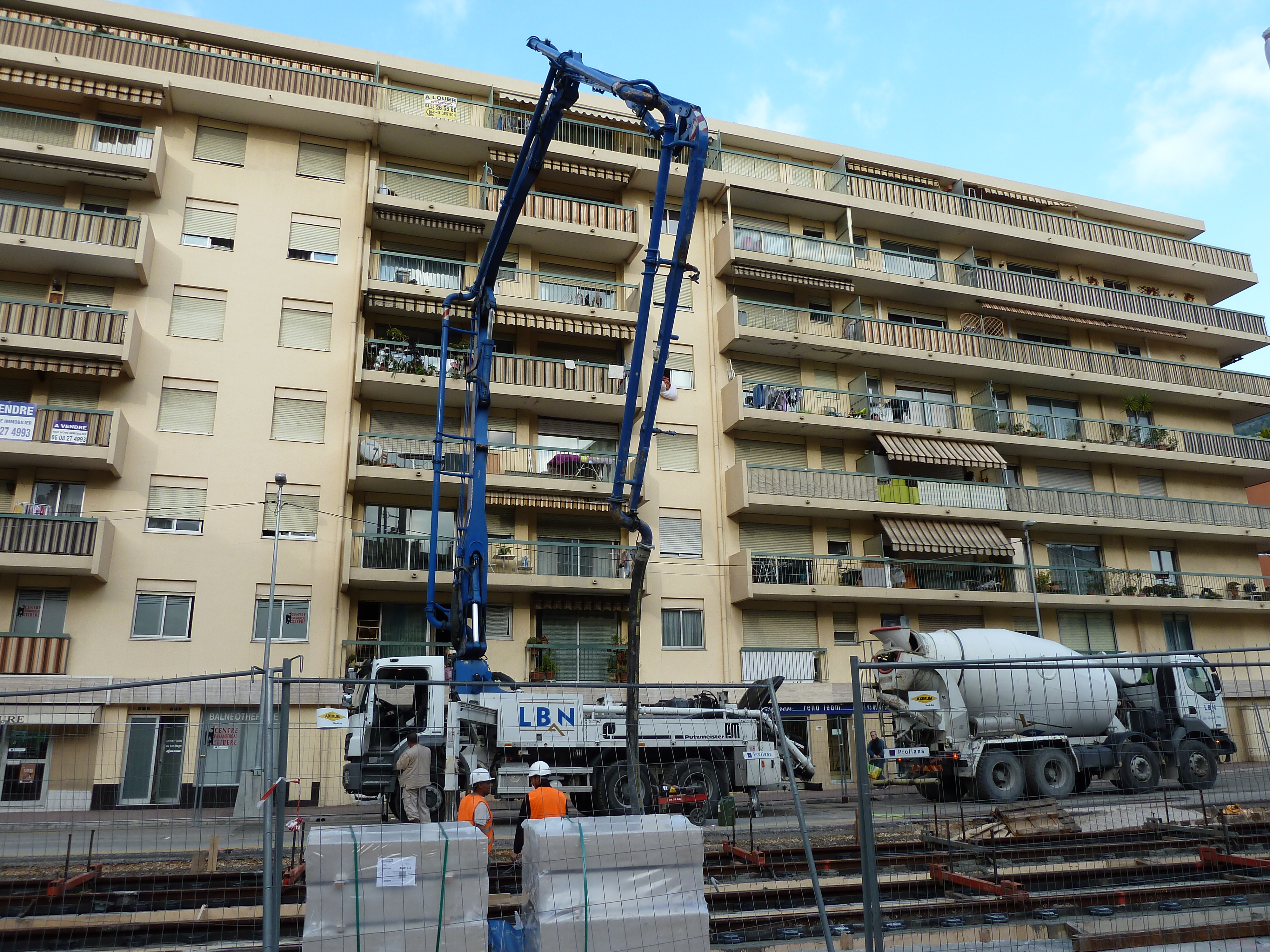
Utilisation d’une pompe à béton.
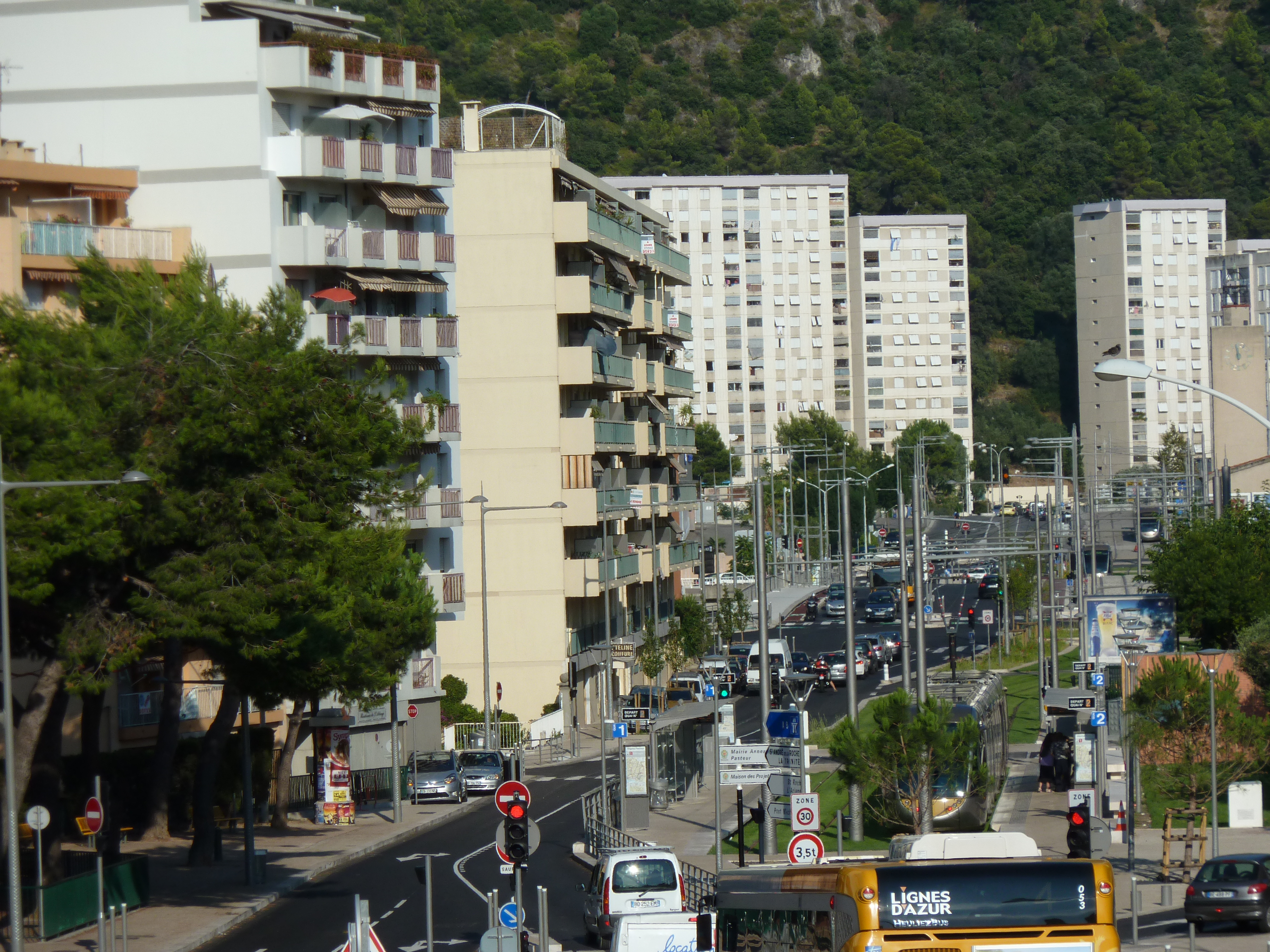
Vue du tronçon supplémentaire.

### Entretien des voies
Du 13 au 18 février 2014, la ligne est partiellement coupée à partir de minuit entre les stations Henri Sappia et Hôpital Pasteur afin de permettre la réalisation de l’entretien des voies. Pendant cette période, pour permettre la continuité de service, les tramways ont été remplacés par des bus de substitution. À la suite d'une usure ondulatoire des rails, une meuleuse est utilisée pour nettoyer et réajuster les rails en enlevant environ 1⁄10 de métal. Le coût est estimé à environ 30 000 euros.

### Changement de nom de station
En 2023, à la suite de la démolition du palais des congrès et des expositions Acropolis, la station Acropolis est renommée en République.

## Présentation

### Général
La ligne 1 est une ligne directe du terminus de Henri Sappia à celui de Hôpital Pasteur. Le départ le plus tôt et l'arrivée la plus tardive se fait à la station Henri Sappia puisque le dépôt d'attache s'y trouve. En 2015, en direction de Hôpital Pasteur, le premier départ s'effectue à 4 h 25 et le dernier à 0 h 50. En direction de Henri Sappia, le premier départ s'effectue à 5 h 10 et le dernier à 1 h 35. Le premier départ du service de nuit s'effectue à partir de 21 h.
La ligne circule tous les jours du lundi au dimanche y compris les jours fériés excepté le 1er mai. Elle doit suivre une fréquence horaire de quatre à cinq minutes du lundi au vendredi, de cinq à six minutes le samedi et de huit minutes le dimanche et jours fériés.
La ligne est certifiée des normes NF 286 « Service de transport urbain de voyageurs », délivrée par Afnor Certification ainsi que ISO 9001 « Systèmes de management de la qualité » et ISO 14001 « Systèmes de management environnemental » délivré par l’organisation internationale de normalisation.

### Tracé

Carte géographique de la ligne.

La ligne présente une forme générale en « U » en commençant son trajet au nord de Nice. Henri Sappia dessert le quartier populaire de Saint-Sylvestre. La ligne passe sous le pont de l’entrée / sortie 54 de l’autoroute A8, à côté de l’église Saint-Jean-l’Évangéliste, continue sur le boulevard Comte-de-Falicon puis le boulevard Gorbella en passant à Comte de Falicon, Le Ray et Gorbella desservant ainsi le quartier du Ray avec l’ancien stade du Ray à proximité.
La ligne passe sur le boulevard Alfred-Borriglione et traverse le quartier de Valrose en passant à Valrose Université. À proximité se trouve le château de Valrose qui abrite un des campus de l’université Nice-Sophia-Antipolis. Borriglione, seule station à avoir un seul quai central au milieu des deux voies de circulation (la montée et la descente se faisant à gauche dans le sens de la marche), dessert le quartier Libération. Non loin se trouve l’église Sainte-Jeanne-d’Arc. La ligne traverse la place du général-de-Gaulle pour continuer sur l’avenue Malaussena et arriver à Libération. Les trottoirs ont été spécialement aménagés pour accueillir le marché juste à côté de la gare du Sud et de la gare de Nice CP des chemins de fer de Provence exploitant la ligne de Nice à Digne.
Gare Thiers, situé au centre de la ville, dessert le quartier Thiers et est en correspondance avec la gare de Nice-Ville en cours de restructuration afin que l’accès entre la gare et la station de tramway se fasse plus facilement. La ligne enchaîne sur l’avenue Jean-Médecin et le quartier Jean-Médecin en passant à côté de la basilique Notre-Dame puis s’arrête à Jean Médecin avec le centre commercial Nicetoile qui se trouve juste à côté ainsi que diverses enseignes de magasins.
La ligne arrive à Masséna qui est la première portion où le tramway rétracte ses pantographes pour rouler sur batteries et traverser la place Masséna et la promenade du Paillon (entre l’espace Jacques Médecin et le jardin Albert-Ier). Tout en continuant à longer la promenade d’un côté et le boulevard Jean-Jaurès de l’autre, Opéra – Vieille Ville et Cathédrale – Vieille Ville desservent le quartier du Vieux-Nice et le cours Saleya. S’ensuit la deuxième portion où le tramway doit rétracter ses pantographes pour traverser la place Garibaldi et passer à côté du théâtre national puis de la chapelle du Saint-Sépulcre pour enfin arriver à Garibaldi.
La ligne remonte le long de l’avenue de la République avec le complexe Acropolis à République et Palais des Expositions, et également le centre commercial Nice TNL. La ligne tourne sur le boulevard François-Mitterrand pour passer à Vauban puis à Saint-Jean d’Angély Université, un autre campus de l’université de Nice. La ligne tourne à nouveau pour traverser le quartier Saint-Roch via le boulevard Saint-Roch à l’arrêt Saint-Roch avec l’église Saint-Roch non loin, puis le boulevard Virgile-Barel à l’arrêt Virgile Barel. Saint-Charles dessert le quartier résidentiel de Roquebillière avec de nombreux logements sociaux dont certains classés en zone urbaine sensible.
La ligne traverse le pont Michel pour arriver à Pont Michel, seule station qui comporte trois quais, qui offre une correspondance avec la gare de Nice-Pont-Michel. Elle traverse ensuite le nouveau pont construit à côté du pont René-Coty pour passer au-dessus de la pénétrante du Paillon et du Paillon lui-même pour arriver à son terminus Hôpital Pasteur, avec juste après une des structures hospitalières du CHU de Nice.

### Stations
|  |   |  | Station                                            | Coordonnées                 | Lieu                  | Correspondances                                                      |
|  | - |  | -------------------------------------------------- | --------------------------- | --------------------- | -------------------------------------------------------------------- |
|  | ■ |  | Henri Sappia                                       | 43° 43′ 50″ N, 7° 15′ 15″ E | Le Ray, Nice          |                                                                      |
|  | • |  | Comte de Falicon Fouònt dóu Temple                 | 43° 43′ 34″ N, 7° 15′ 21″ E | Le Ray, Nice          |                                                                      |
|  | • |  | Le Ray Lou Rai                                     | 43° 43′ 17″ N, 7° 15′ 24″ E | Saint-Sylvestre, Nice |                                                                      |
|  | • |  | Gorbella Gourbeloun                                | 43° 43′ 04″ N, 7° 15′ 25″ E | Saint-Sylvestre, Nice |                                                                      |
|  | • |  | Valrose Université San Maurici                     | 43° 42′ 55″ N, 7° 15′ 41″ E | Libération, Nice      |                                                                      |
|  | • |  | Borriglione                                        | 43° 42′ 43″ N, 7° 15′ 43″ E | Libération, Nice      |                                                                      |
|  | • |  | Libération San Miquéu                              | 43° 42′ 33″ N, 7° 15′ 45″ E | Libération, Nice      | Chemins de fer de Provence                                           |
|  | • |  | Gare Thiers Béuluec                                | 43° 42′ 20″ N, 7° 15′ 53″ E | Jean-Médecin, Nice    | TGV inOui, Ouigo, Intercités de nuit, TER Provence-Alpes-Côte d'Azur |
|  | • |  | Jean Médecin Camplonc                              | 43° 42′ 06″ N, 7° 16′ 02″ E | Jean-Médecin, Nice    | Tram · Ligne 2 du tramway de Nice · Ligne 3 du tramway de Nice       |
|  | • |  | Masséna                                            | 43° 41′ 54″ N, 7° 16′ 10″ E | Jean-Médecin, Nice    |                                                                      |
|  | • |  | Opéra – Vieille Ville Viéia Vila – Sant Eligi      | 43° 41′ 50″ N, 7° 16′ 23″ E | Vieux-Nice, Nice      |                                                                      |
|  | • |  | Cathédrale – Vieille Ville Viéia Vila – La Rouacha | 43° 41′ 54″ N, 7° 16′ 36″ E | Vieux-Nice, Nice      |                                                                      |
|  | • |  | Garibaldi                                          | 43° 42′ 06″ N, 7° 16′ 50″ E | Le Port, Nice         | Tram · Ligne 2 du tramway de Nice · Ligne 3 du tramway de Nice       |
|  | • |  | République Pouòrta de Turin                        | 43° 42′ 17″ N, 7° 16′ 57″ E | Riquier, Nice         |                                                                      |
|  | • |  | Palais des Expositions Paioun                      | 43° 42′ 26″ N, 7° 17′ 02″ E | Riquier, Nice         |                                                                      |
|  | • |  | Vauban Rocabiliera                                 | 43° 42′ 36″ N, 7° 17′ 12″ E | Saint-Roch, Nice      |                                                                      |
|  | • |  | Saint-Jean d'Angely Université Sourgentin          | 43° 42′ 34″ N, 7° 17′ 24″ E | Saint-Roch, Nice      |                                                                      |
|  | • |  | Saint-Roch San Roc                                 | 43° 42′ 42″ N, 7° 17′ 34″ E | Saint-Roch, Nice      |                                                                      |
|  | • |  | Virgile Barel Mount Gros                           | 43° 42′ 54″ N, 7° 17′ 34″ E | Saint-Roch, Nice      |                                                                      |
|  | • |  | Saint-Charles San Càrlou                           | 43° 43′ 06″ N, 7° 17′ 30″ E | Saint-Roch, Nice      |                                                                      |
|  | • |  | Pont Michel Bouòn Viage                            | 43° 43′ 22″ N, 7° 17′ 27″ E | Saint-Roch, Nice      | TER Provence-Alpes-Côte d'Azur                                       |
|  | ■ |  | Hôpital Pasteur                                    | 43° 43′ 24″ N, 7° 17′ 07″ E | Pasteur, Nice         |                                                                      |

Plan de la ligne.

La station République porte le nom d'Acropolis jusqu'en mai 2023, période à laquelle débute la démolition du palais des congrès Acropolis situé à proximité.

### Aménagement

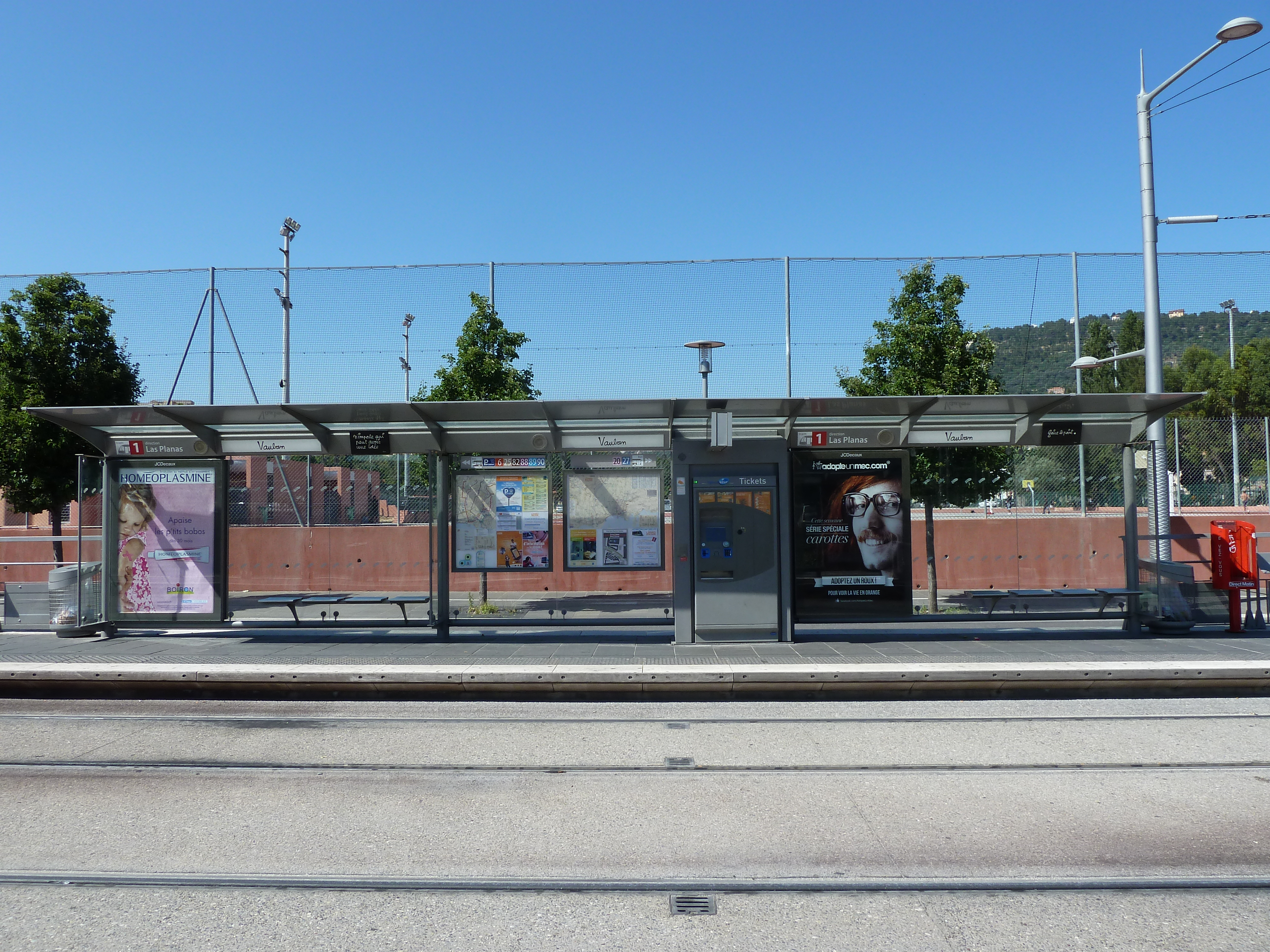
Station typique, ici la station Vauban.

Toutes les stations sont équipées de deux quais placés d’une part et d’autre de la voie, d’abribus avec sièges, de distributeurs automatiques de titres de transport, d’un totem construit spécialement pour l’accompagnement artistique et de caméras de vidéosurveillance. Seule la station Borriglione est équipée d’un seul quai central ; Pont Michel est équipée de trois voies. Certaines stations possèdent également un nom en niçois.
L’aménagement pour les personnes à mobilité réduite est constitué d’une surface podotactile sous la forme de clous aux abords du quai et sous la forme de lignes de chaque côté de la voie du tramway lorsque la plate-forme du tramway n’est pas séparée du trottoir par un rebord ainsi que de quais construits à la même hauteur que le plancher du tramway (également plus longs que les rames à leurs mises en service pour accueillir les rames allongées de 44 m).
Des valideurs de billets ont été rajoutés plus tard sur les quais des stations Gare Thiers, Jean Médecin, Masséna et Opéra – Vieille Ville étant les stations les plus fréquentées afin que la montée des passagers dans le tramway se fasse plus rapidement.

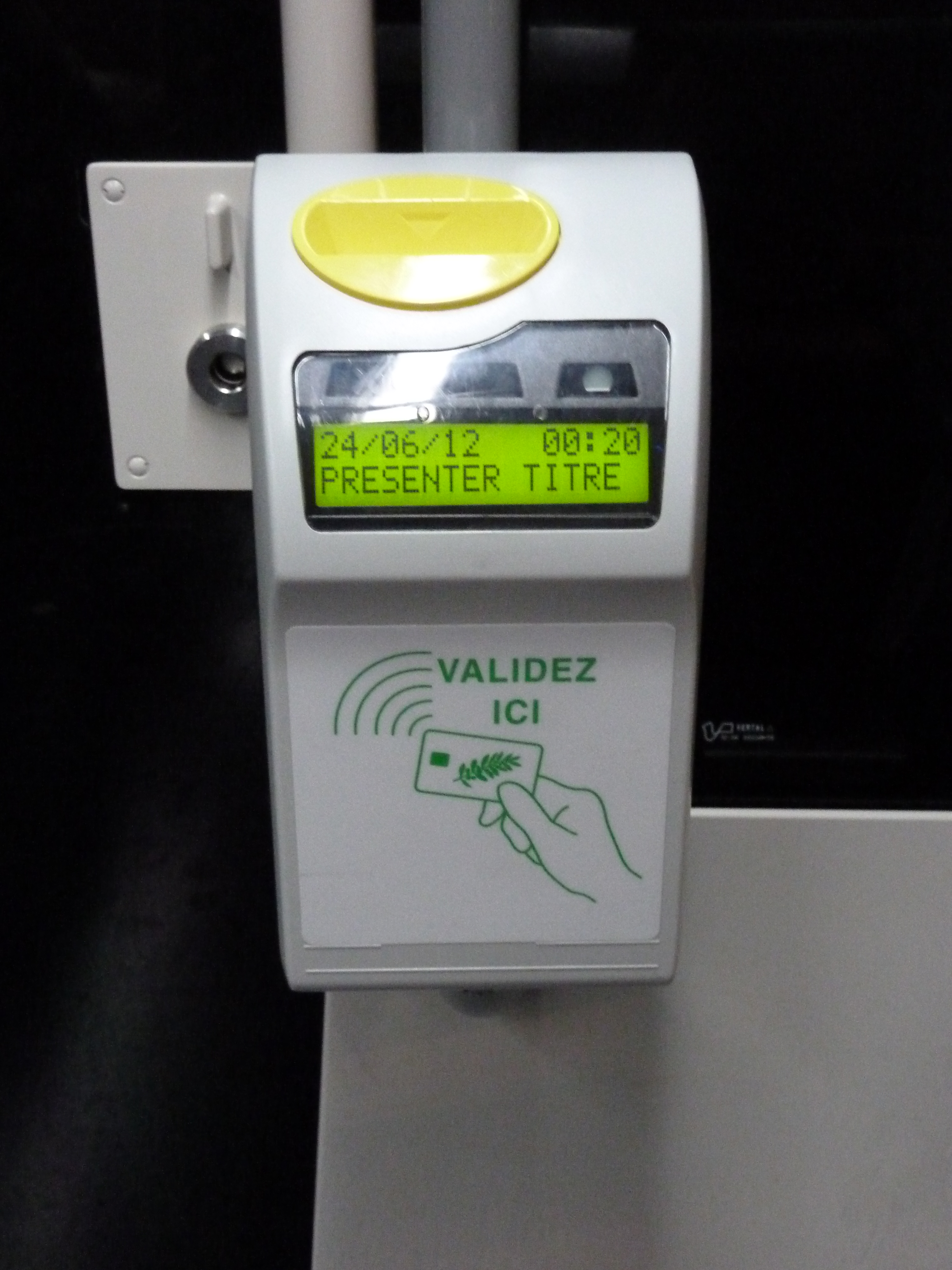
Valideur de titres de transport à l’intérieur du tramway.
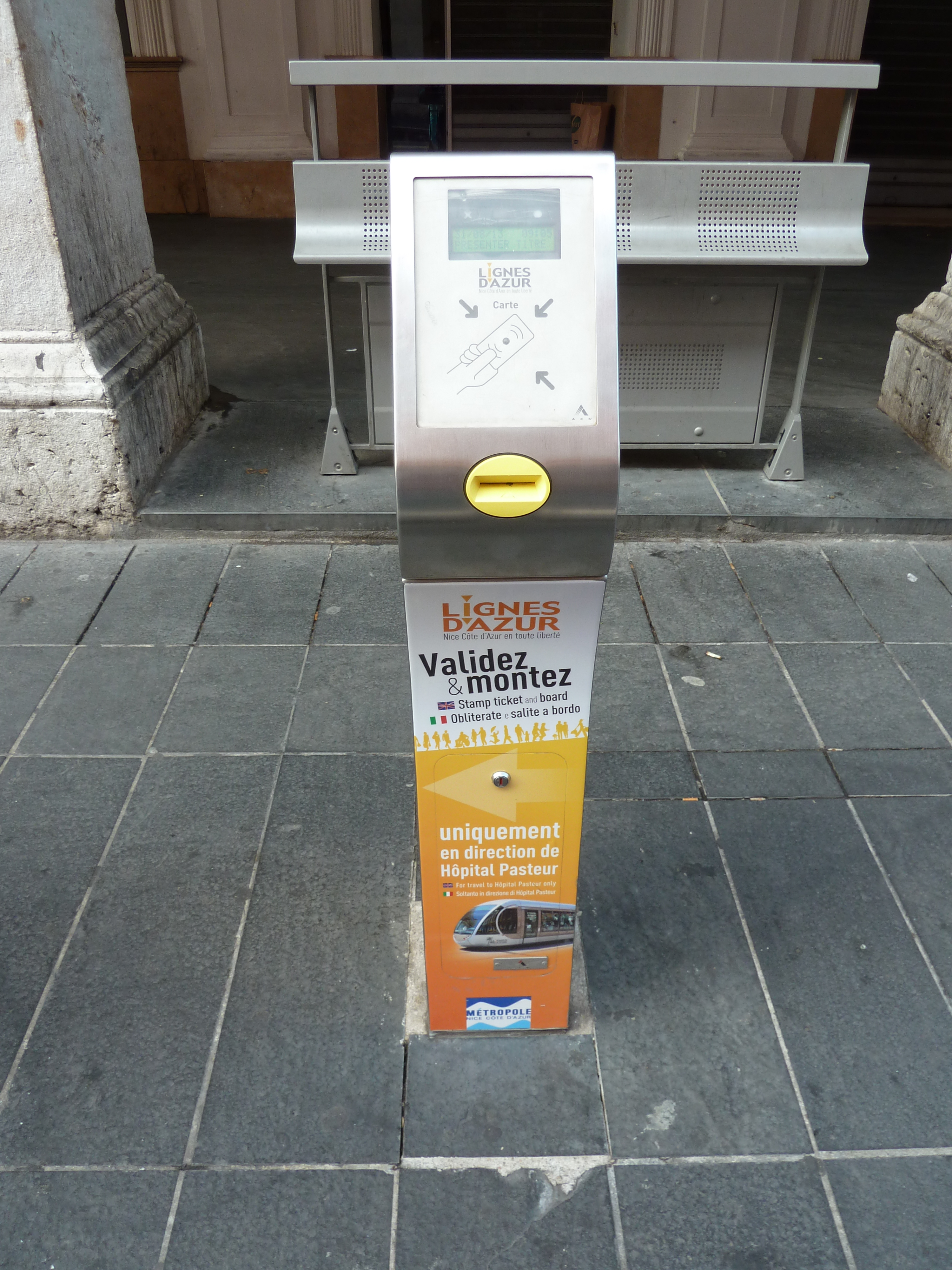
Valideur de titres de transport sur un quai de la station Masséna.

### Accompagnement artistique
Le déploiement d'œuvres d'art tout au long de la ligne est remarquable, notamment les sculptures de personnages perchés de Jaume Plensa sur la place Masséna. Michel Redolfi a conçu le design sonore. L’artiste Benjamin Vautier dit « Ben » (qui signe aussi la signalétique visuelle des stations), Mado la Niçoise, Michael Lonsdale ont notamment prêtés leur voix aux annonces vocales à l’intérieur du tram. Les sons et voix sont différents selon les heures, les saisons, etc. Les quinze artistes choisis pour accompagner le tramway en aménageant l’espace urbain sont, :
| Auteur                           | Intitulé                                               | Aperçu | Station                                                   | Réf.   |
| -------------------------------- | ------------------------------------------------------ | ------ | --------------------------------------------------------- | ------ |
| Ben                              | Calligraphie des noms de stations et plaques de pensée |        | Toutes les stations                                       |        |
| Michael Craig-Martin             | Cascade d’objets                                       |        | Virgile Barel                                             | [ 43 ] |
| Gunda Förster                    | Blue                                                   |        | Gare Thiers et Vauban                                     | [ 44 ] |
| Yann Kersalé                     | L’amorse du bleu                                       |        | Jean Médecin                                              | [ 45 ] |
| Ange Leccia                      | Disque solaire                                         |        | Henri Sappia (visible de nuit)                            | [ 47 ] |
| Maurizio Nannucci                | Découvrir différentes directions                       |        | Garibaldi (retiré)                                        |        |
| Jean-Michel Othoniel             | Le confident                                           |        | Valrose Université                                        | [ 48 ] |
| Pascal Pinaud et Stéphane Magnin | Composition exubérante de réverbères hybrides          |        | Entre Vauban et Saint-Jean d’Angély Université            | [ 49 ] |
| Jaume Plensa                     | Conversation à Nice                                    |        | Masséna                                                   | [ 50 ] |
| Michel Redolfi                   | Sonals                                                 |        | Dans le tramway à toutes les stations                     |        |
| Emmanuel Saulnier                | Je vis de l’eau elle s’écoule                          |        | Henri Sappia                                              | [ 51 ] |
| Pierre di Sciullo                | Totem                                                  |        | Toutes les stations                                       |        |
| Sarkis                           | Les postes restantes de la Porte Fausse                |        | Entre Opéra – Vieille Ville et Cathédrale – Vieille Ville | [ 52 ] |
| Jacques Vieille                  | Palmiers vertigineux opalescents                       |        | Pont Michel (retiré)                                      |        |

## Exploitation

### Infrastructure
L'infrastructure qui compose la ligne est multiple.

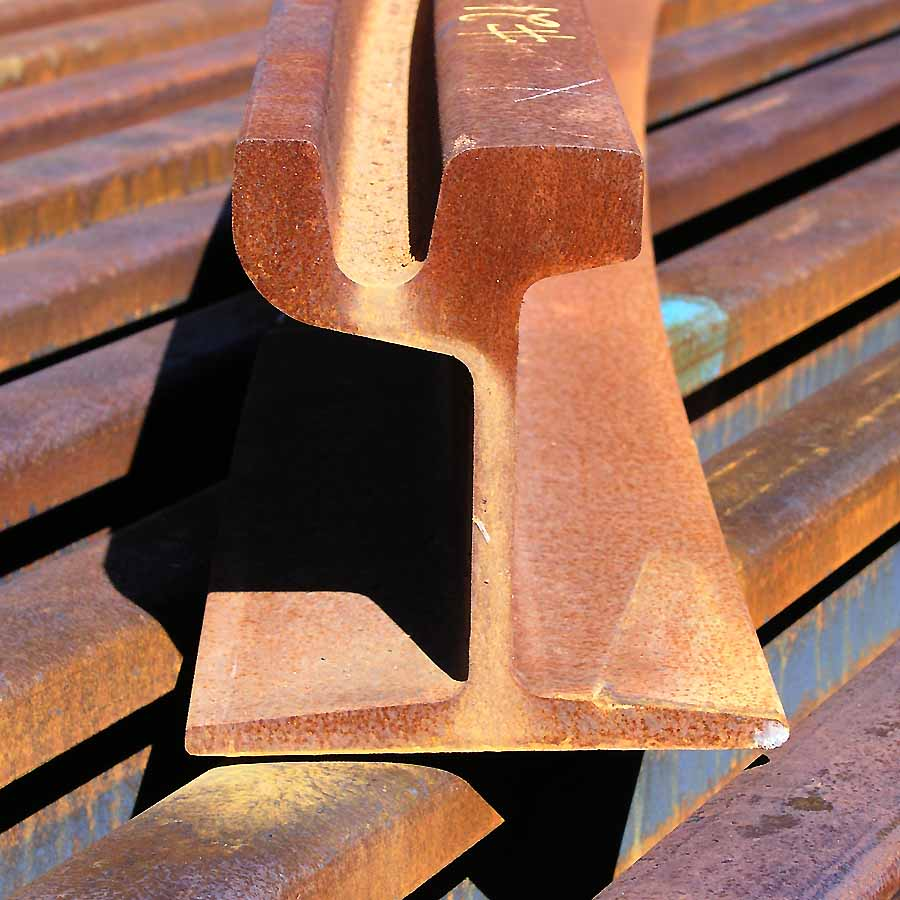
Rail à gorge.

En ce qui concerne la voie, un matériau de remblai compacté est déposé au sol par-dessus lequel est établi une plate-forme d’augets préfabriqués eux-mêmes noyés dans une dalle de béton. La voie représente près de 62 000 m3 de six différents types de béton coulé et vingt-cinq mille traverses en béton préfabriqué. Le matériel utilisé pour la circulation du tramway sont des rails à gorge dit « Broca » qui ont une hauteur de 152,5 mm, une gorge large de 36 mm et un écartement intérieur de la voie dite « normale » de 1 435 mm équivalent à celui de la SNCF. Les rails sont soudés entre eux par aluminothermie. En dehors des traversées routières, le revêtement de la plate-forme dans laquelle sont encastrés les rails peut être constitué de béton, de gazon, de pavés ou de galets.

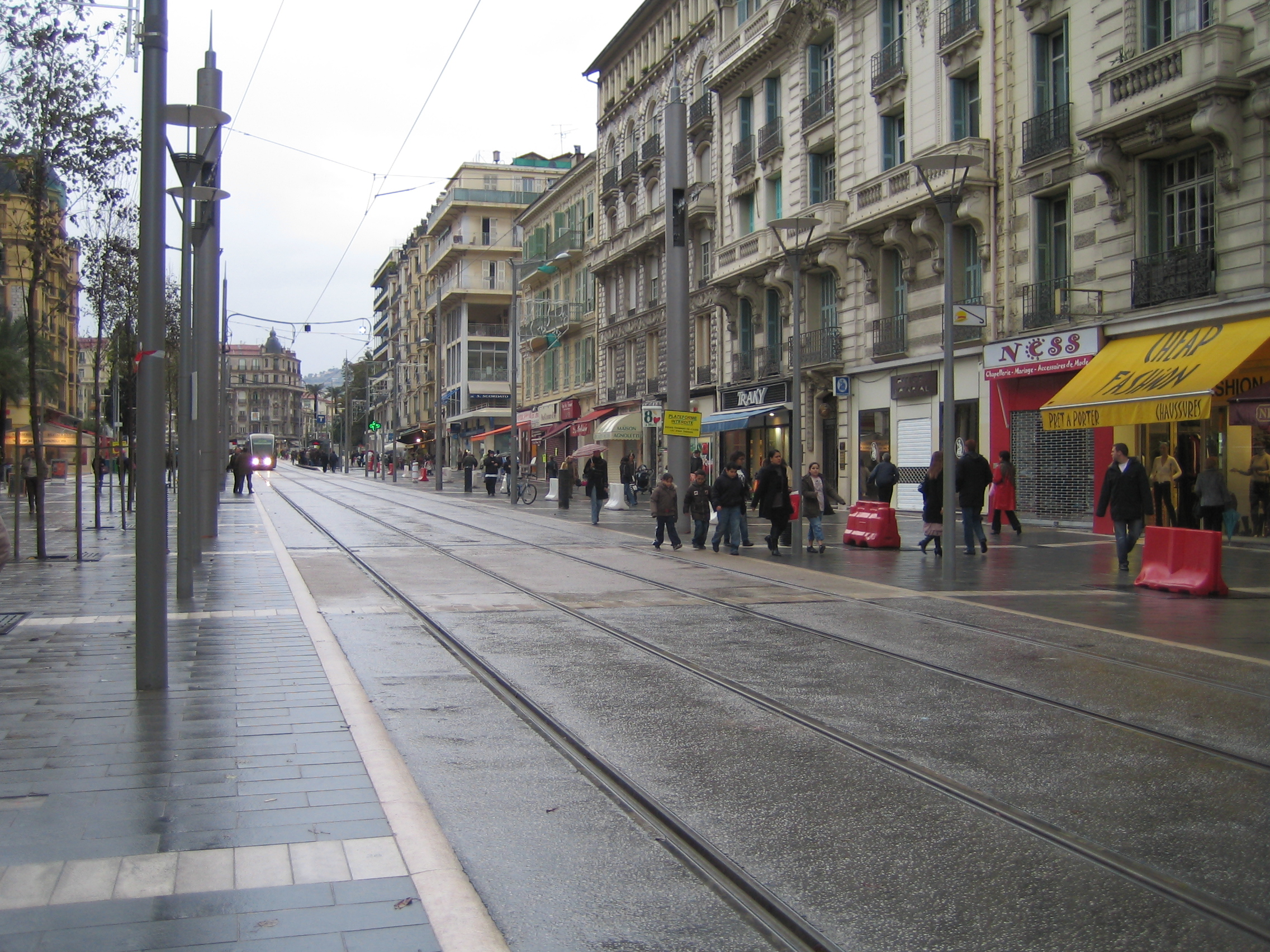
Revêtement de béton.
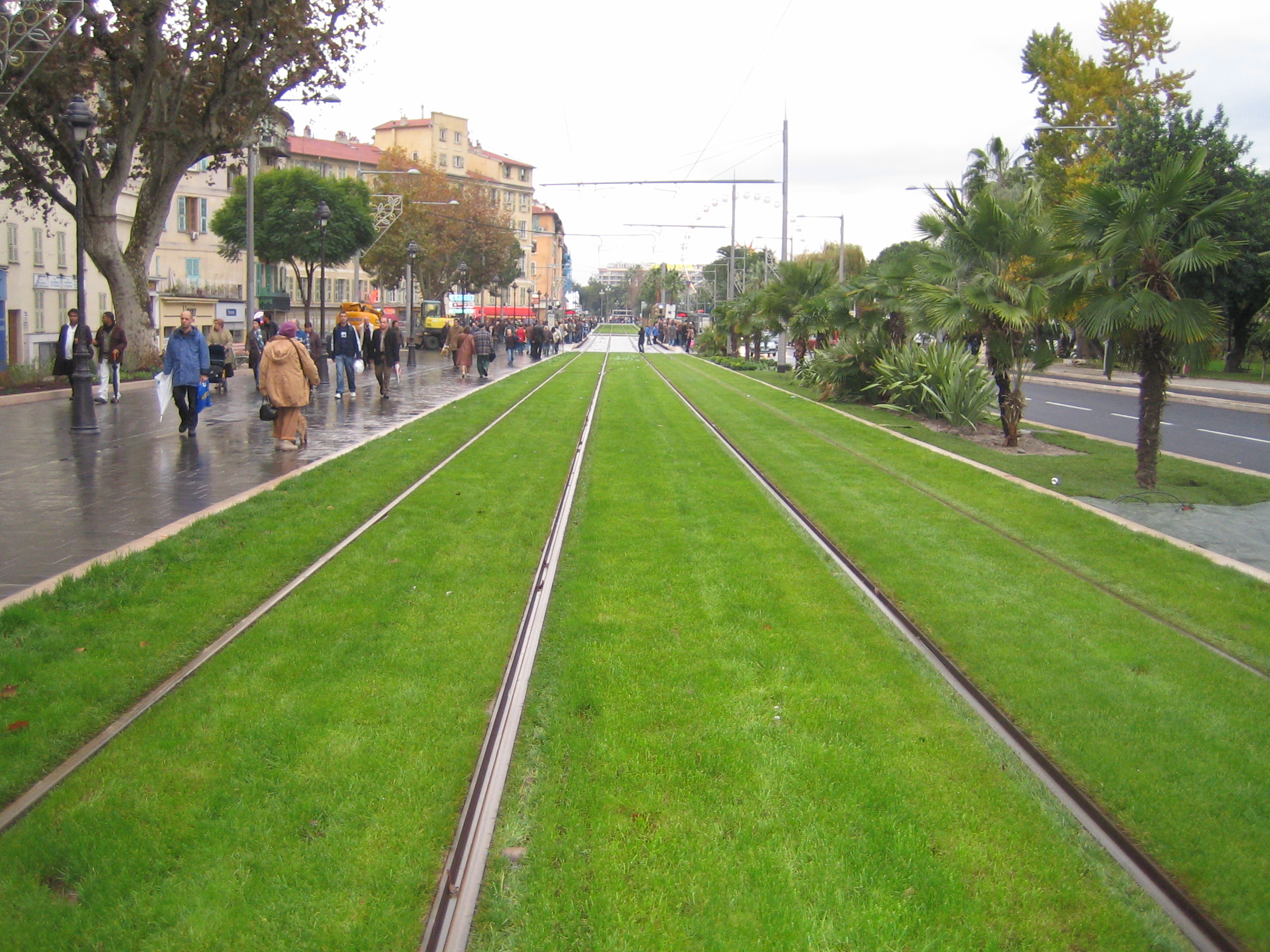
Revêtement de gazon.
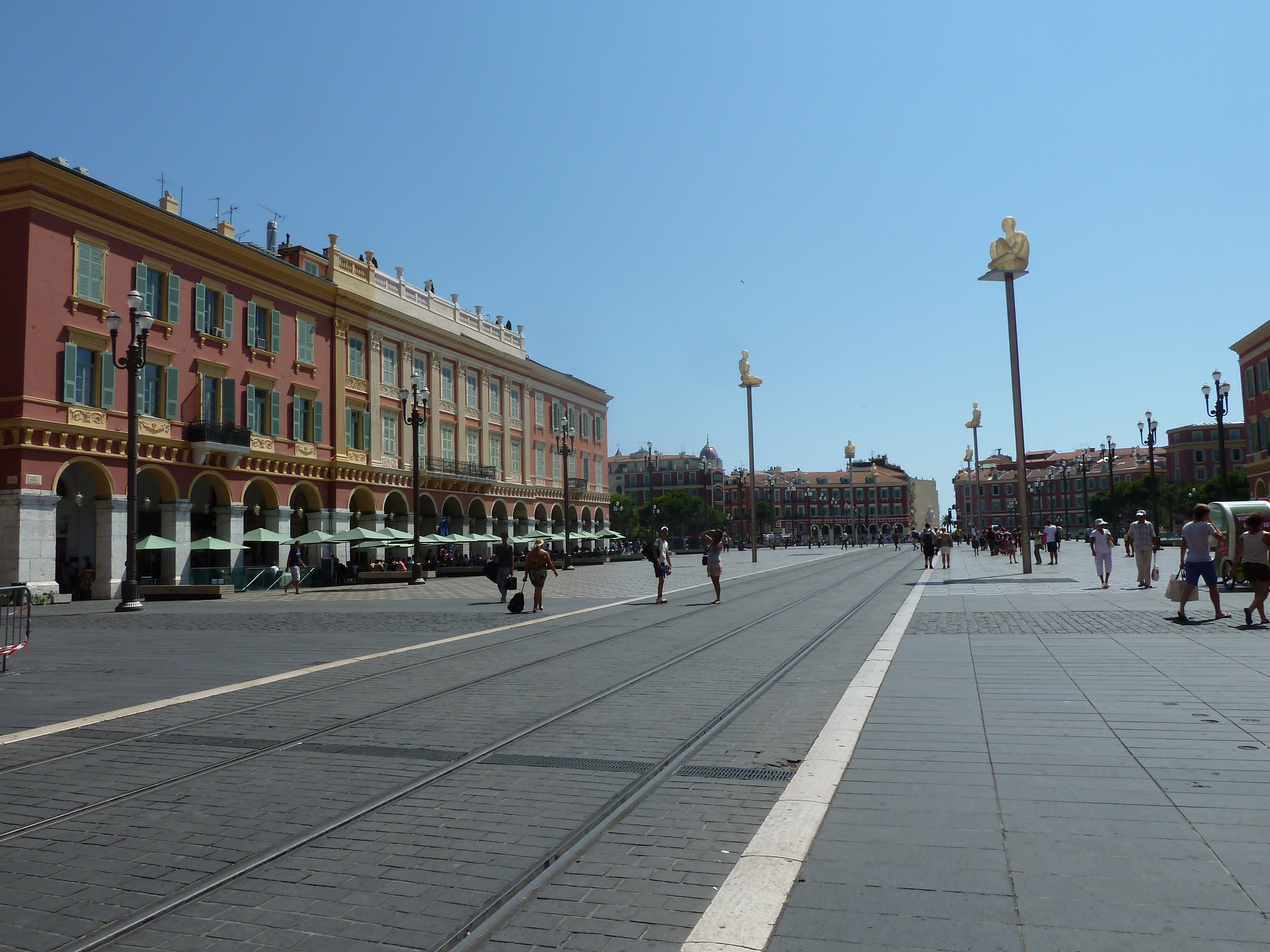
Revêtement de pavés.
Revêtement de galets.

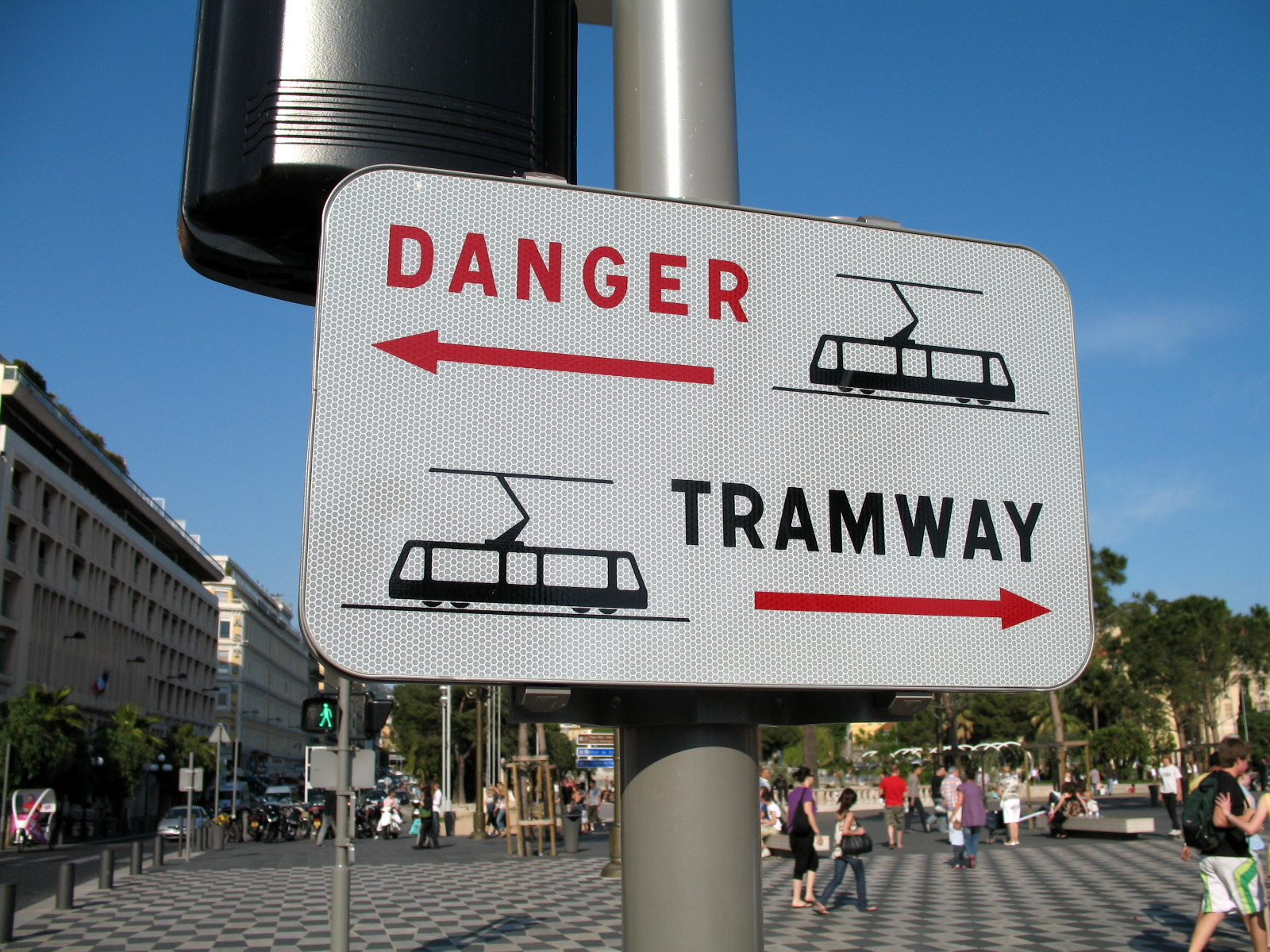
Panneau d’avertissement de passage du tramway.

En ce qui concerne la signalisation, le matériel utilisé est une signalisation tramway classique où se trouve tout le long de la ligne des signaux d’exploitation (feu tricolore avec SAC, limitation de vitesse, direction, énergie électrique, etc.). La conduite sur la ligne se fait en « conduite à vue ».
La traversée des carrefours avec les automobilistes n’est pas protégé par un passage à niveau mais par des signaux d’exploitation. Ceux-ci possèdent plusieurs indications : une barre horizontale de couleur blanche signale l’arrêt, un rond blanc annonce un signal d’arrêt et une barre verticale blanche la voie libre. Un système d’aide à la conduite complète ces signaux, un losange jaune signalant la prise en charge de la demande de priorité au carrefour et un point d’exclamation bleu signalant que la barre verticale va s’allumer.

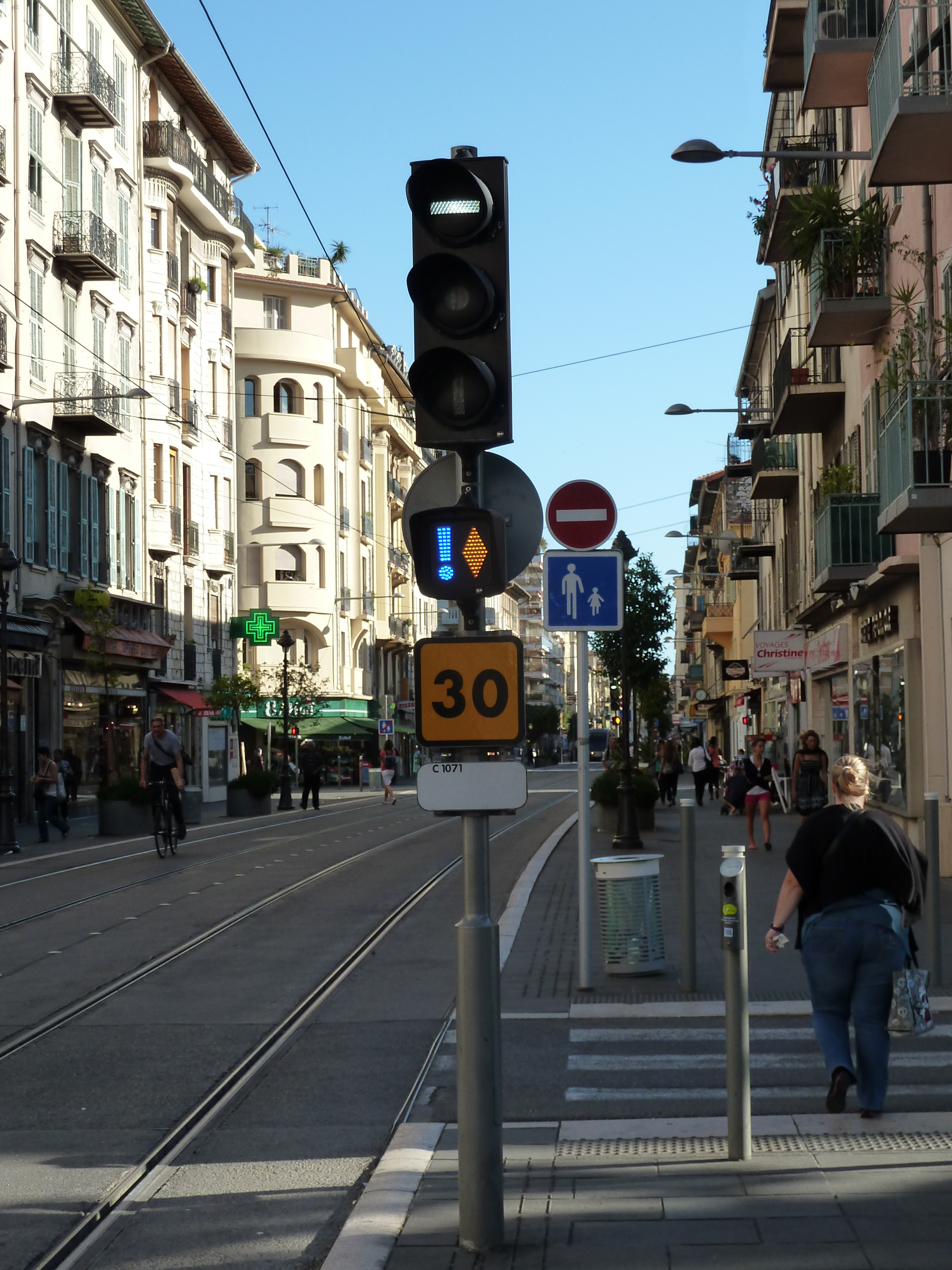
Palais des expositions : Barre horizontale marquant l’arrêt, SAC avec losange orange indiquant la prise en charge de la priorité et point d’exclamation bleu indiquant le passage à la barre verticale, vitesse limitée à 30 km/h.
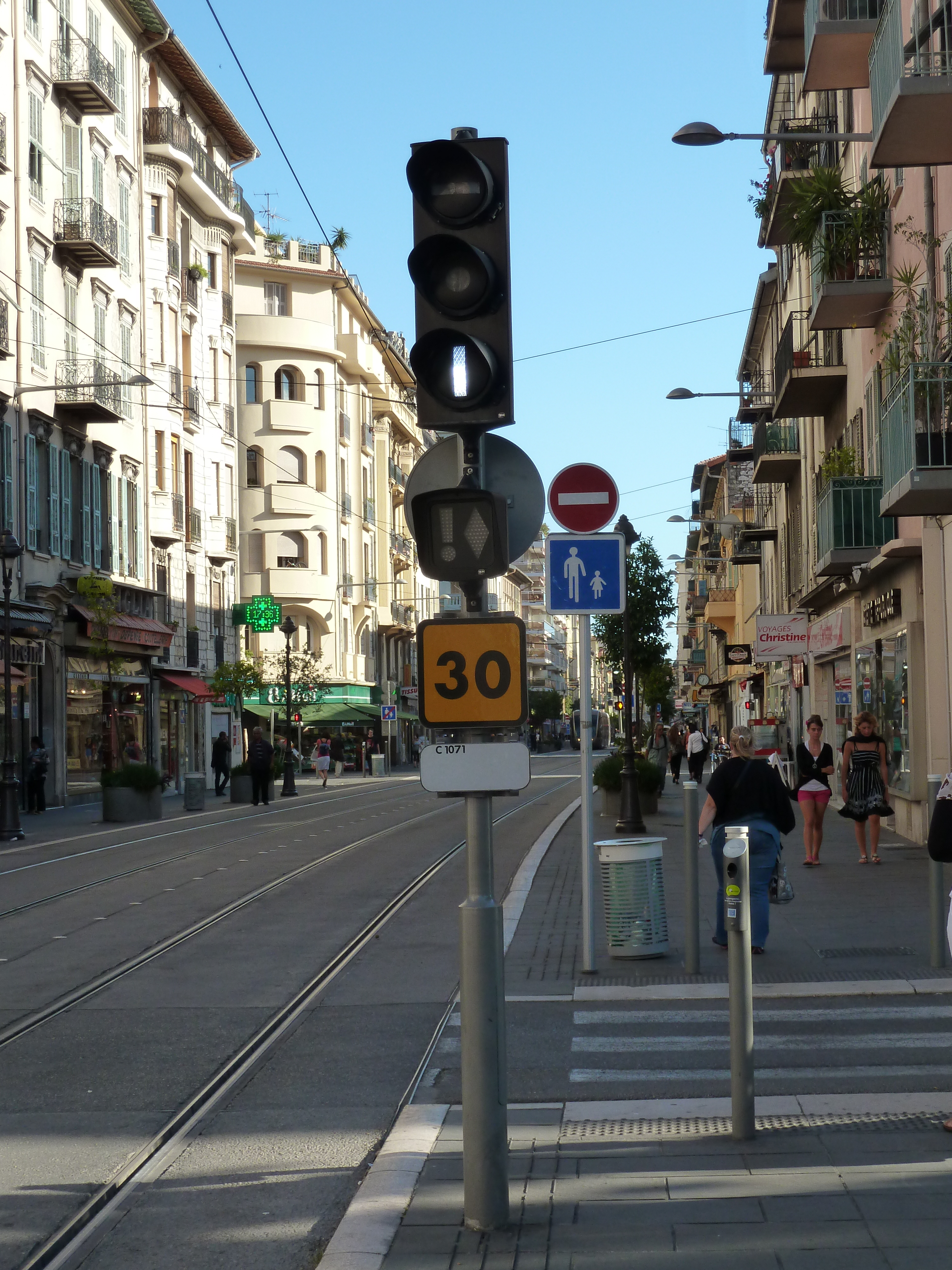
Palais des expositions : Barre verticale marquant le passage autorisé, vitesse limitée à 30 km/h.
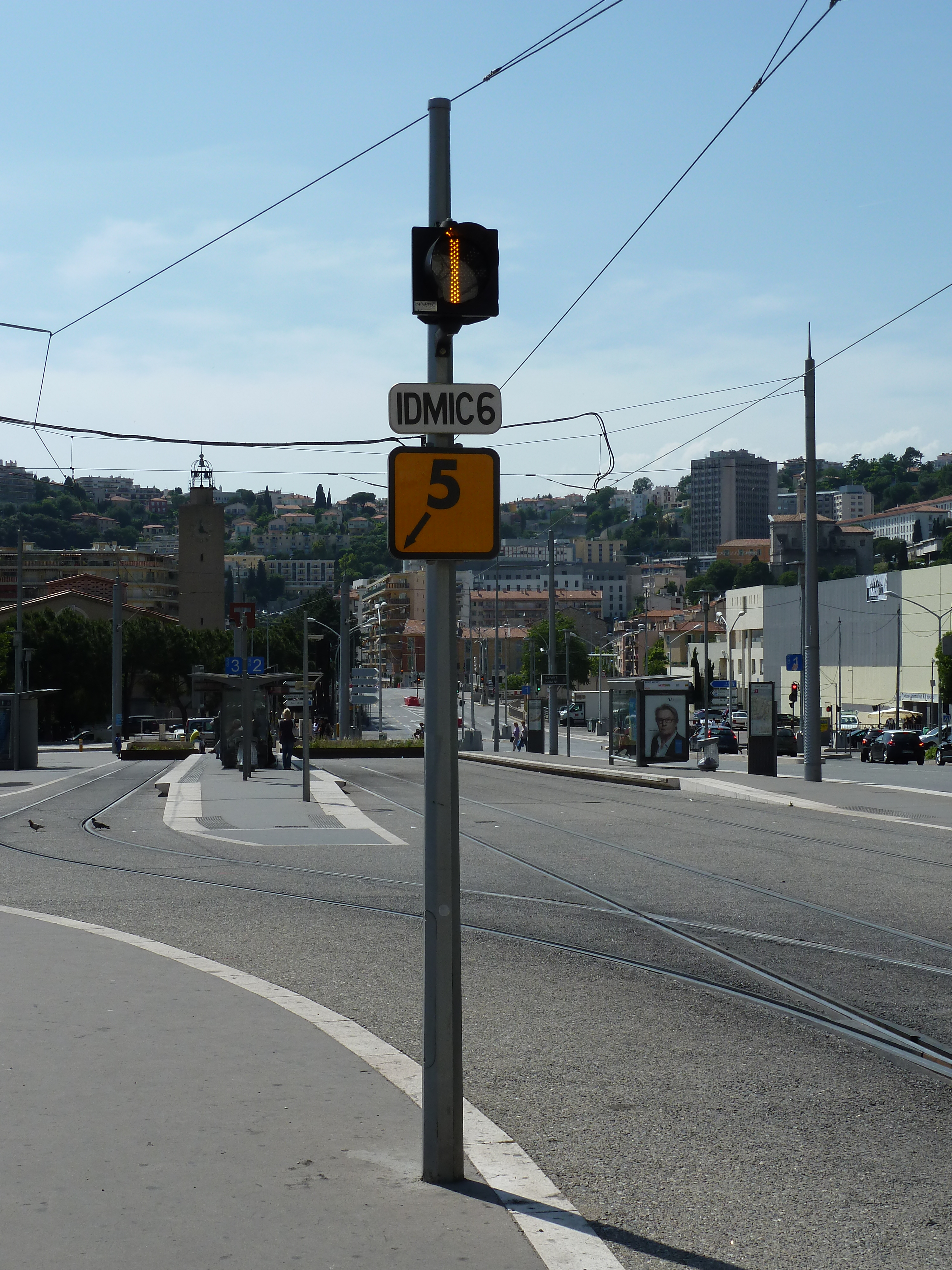
Pont Michel : Signal indiquant la direction de la voie d’en face et une vitesse limitée à 5 km/h sur la voie de gauche.
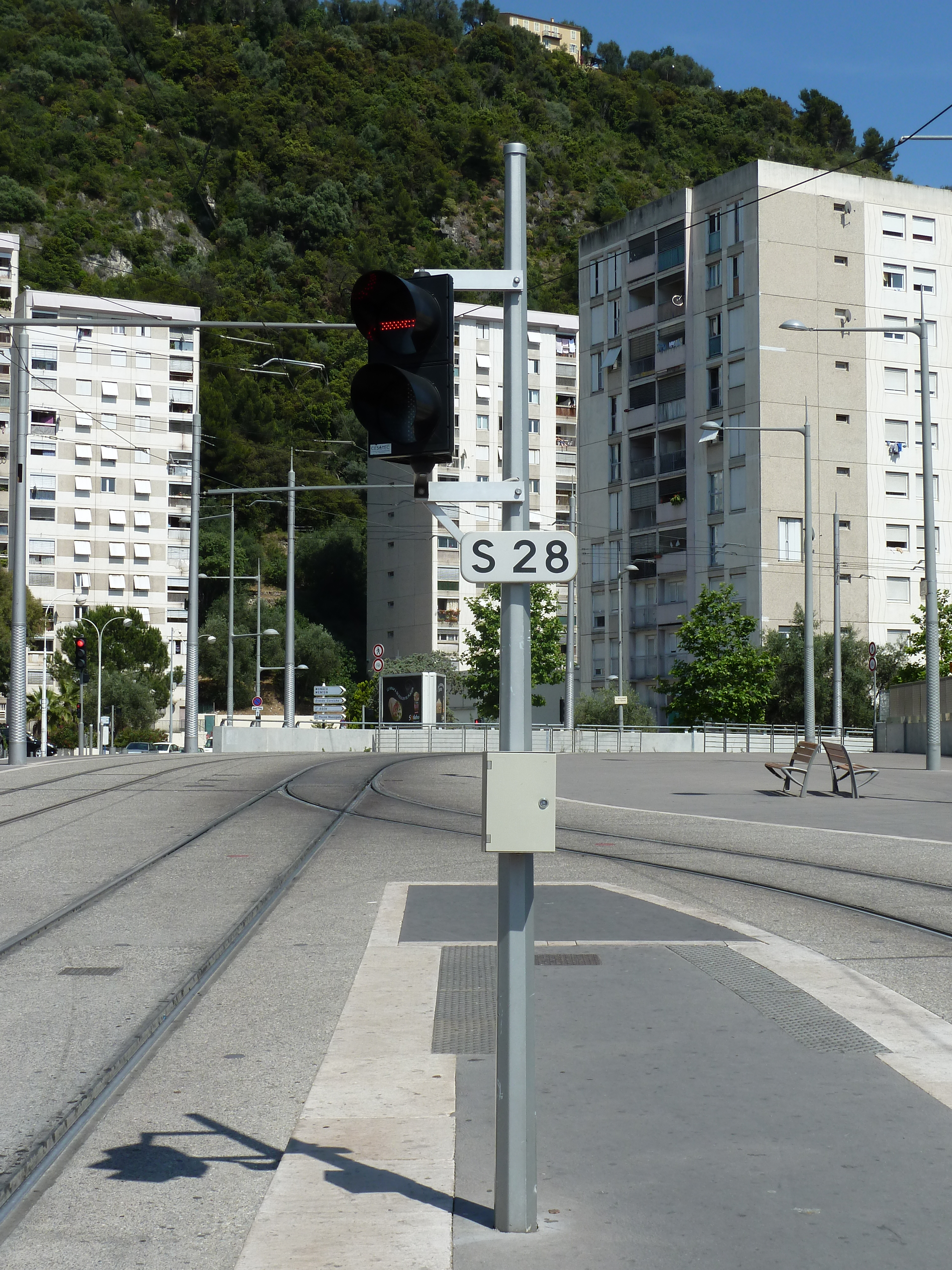
Pont Michel : Signal 28 marquant l’arrêt impératif.
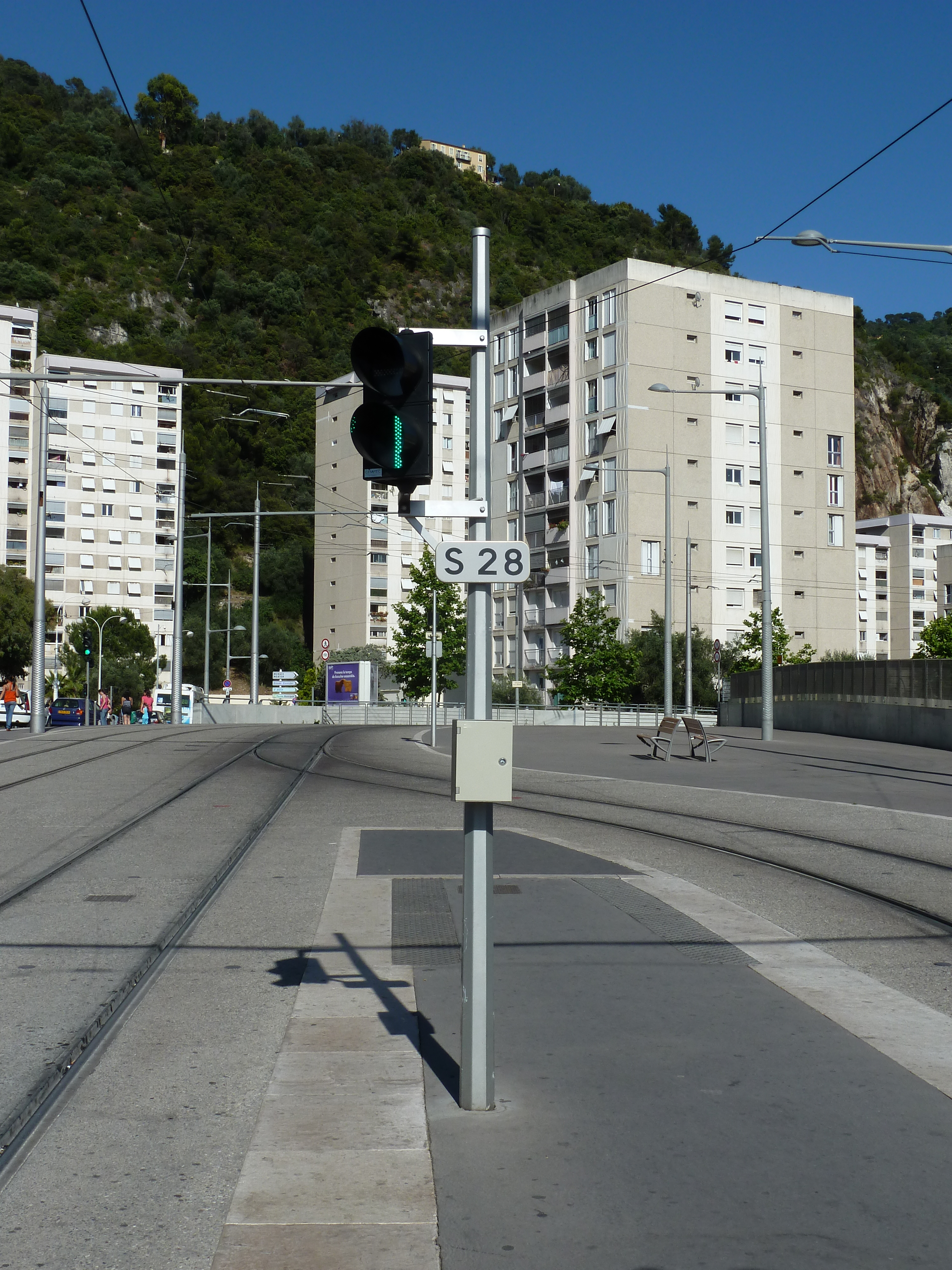
Pont Michel : Signal 28 marquant le passage autorisé.

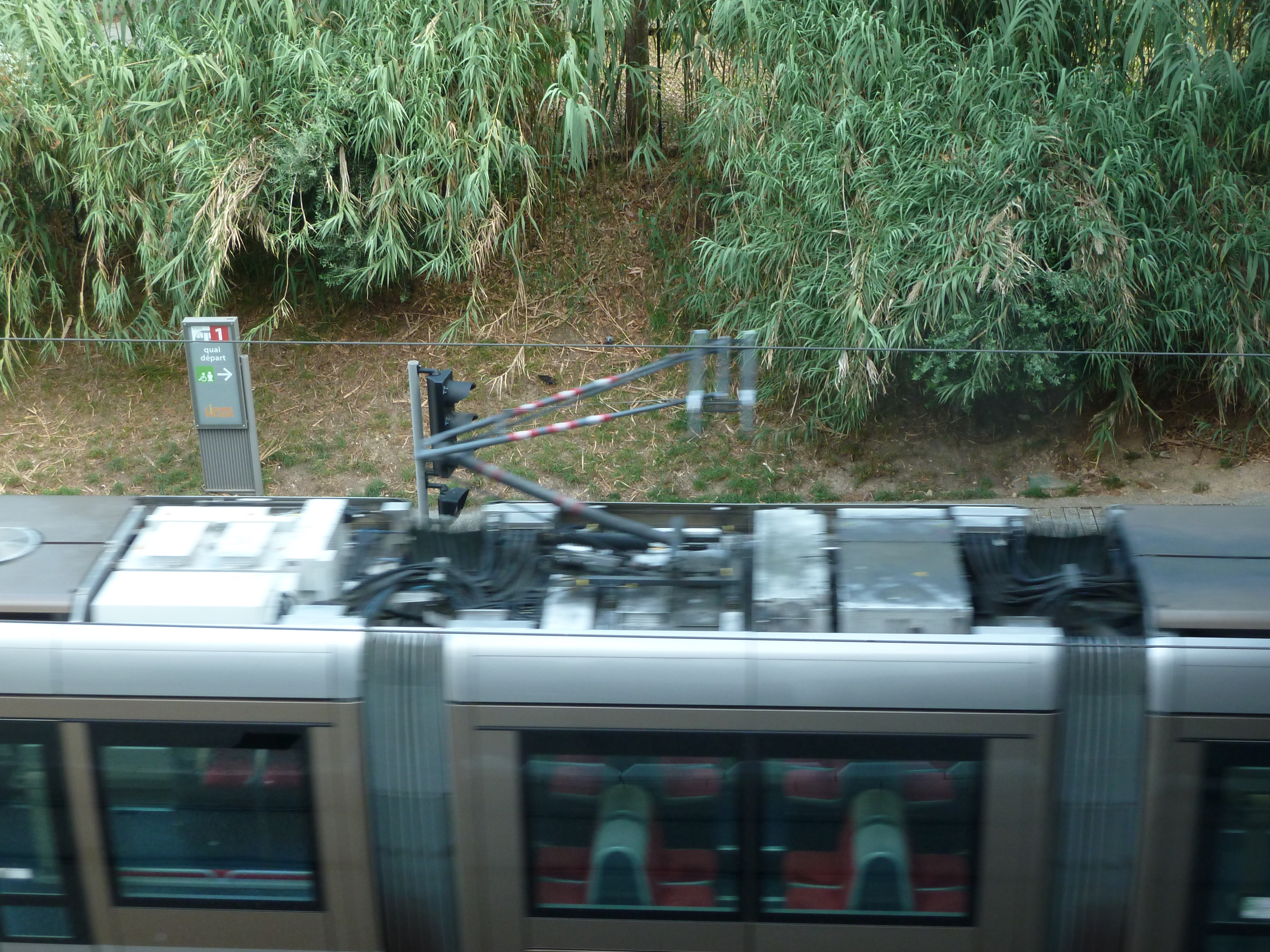
Système de batteries embarquées sur le toit et alimentation par la LAC via des pantographes.

En ce qui concerne l’alimentation, elle se fait au moyen d’une ligne aérienne de contact via des pantographes, celle-ci étant alimentée par une tension continue de 750 volts assurée par le réseau EDF et distribuée via des sous-stations électriques situées d’une part et d’autre de la ligne. La traversée des places Masséna et Garibaldi se fait sans ligne aérienne de contact mais grâce à 1,5 tonne de batteries embarquées sur le toit de type nickel-métal-hydrure (NiMH), : les rames baissent leur pantographe et basculent leur alimentation sur les batteries à la dernière station avant chacune de ces places et effectuent l’opération inverse à la première station après ces places. Cette opération a pour but de ne pas installer de lignes aériennes de contact sur ces places historiques. Il s’agit d’une première technologique.

### Information voyageurs
Tout le long du parcours de la ligne ainsi que le tramway en lui-même sont équipés de différents systèmes d’information voyageurs.
Toutes les stations de la ligne sont équipées de panneaux digitaux à DEL rouges sur fond noir permettant de donner des informations aux voyageurs, excepté la station Hôpital Pasteur où les DEL sont orange. Ces panneaux disposent de trois lignes d’écriture. Le message peut être composé du nom du terminus, du temps d’attente avant la prochaine ligne, de l’heure ou de messages personnels afin de donner plus d’informations suivant la situation (perturbation, panne, accident, etc.).
Sur l’extérieur du tramway, les rames sont équipées de deux girouettes latérales à DEL orange sur fond noir avec une seule ligne d’écriture. Deux girouettes frontales à pastilles vertes sont également placées sur la partie supérieure de chaque cabine et indiquent chacune le nom du terminus vers lequel le tramway se dirige. L’intérieur des rames est équipé de panneaux digitaux à DEL vertes sur fond noir. N’ayant qu’une seule ligne d’écriture, le message alterne entre le nom de la ligne, le nom du terminus, le nom du prochain arrêt, le nom de l’arrêt actuel, l’heure, etc. Des autocollants avec des messages écrits en français, anglais et italien sont également placés à l’intérieur pour informer sur l’ouverture des portes, la vidéosurveillance, les tarifs, les règles de civilité, etc.
En avril 2011, les distributeurs automatiques de titres de transport sont équipés de signalétique en braille pour indiquer le nom de la station et la direction du tramway,.
Depuis l’allongement des rames en octobre 2011 (reconnaissables au pare-chocs de couleur jaune), les panneaux externes et internes propres au tramway ont changé d’apparence. Sur le côté extérieur du tramway, le panneau, toujours à DEL orange, permet un affichage plus large. La tête de la rame est équipée d’un panneau similaire. Le panneau intérieur est remplacé par un écran LCD. Pour optimiser l’accessibilité aux personnes handicapées, cet écran affiche les informations avec de petits ou larges caractères tout en faisant alterner le contraste entre le blanc et le gris.
À chaque station sont diffusées dans le tramway les annonces sonores, œuvre d’art intitulée Sonals de Michel Redolfi. Les annonces sonores, environ quatre cents, sont très variables. Elles sont différentes pour chaque station et varient suivant l’heure, le jour (semaine ou week-end) et la saison. Il peut être entendu le nom de la station par une voix masculine ou féminine, accompagnée ou non d’une musique ou de tonalités (cloche à l’approche d’une église à Cathédrale – Vieille Ville par exemple), diffusé dans plusieurs langues dont l’anglais et l’italien aux stations des gares (gare du Sud et gare de Nice CP, gare de Nice-Ville, gare routière), le niçois à l’approche des quartiers traditionnels ainsi qu’en français, diffusé à un volume moins fort le matin et le soir par rapport à l’après-midi, etc. La diffusion des annonces se fait dans les haut-parleurs originels en regard des portes ainsi que dans des haut-parleurs spécialement installés à proximité des baies vitrées pour que le son soit diffusé par réflexion sur celles-ci,,. Suivant la période (Noël) ou pendant certains événements (Nice Jazz Festival,), de nouvelles annonces peuvent être diffusées pendant un certain temps.

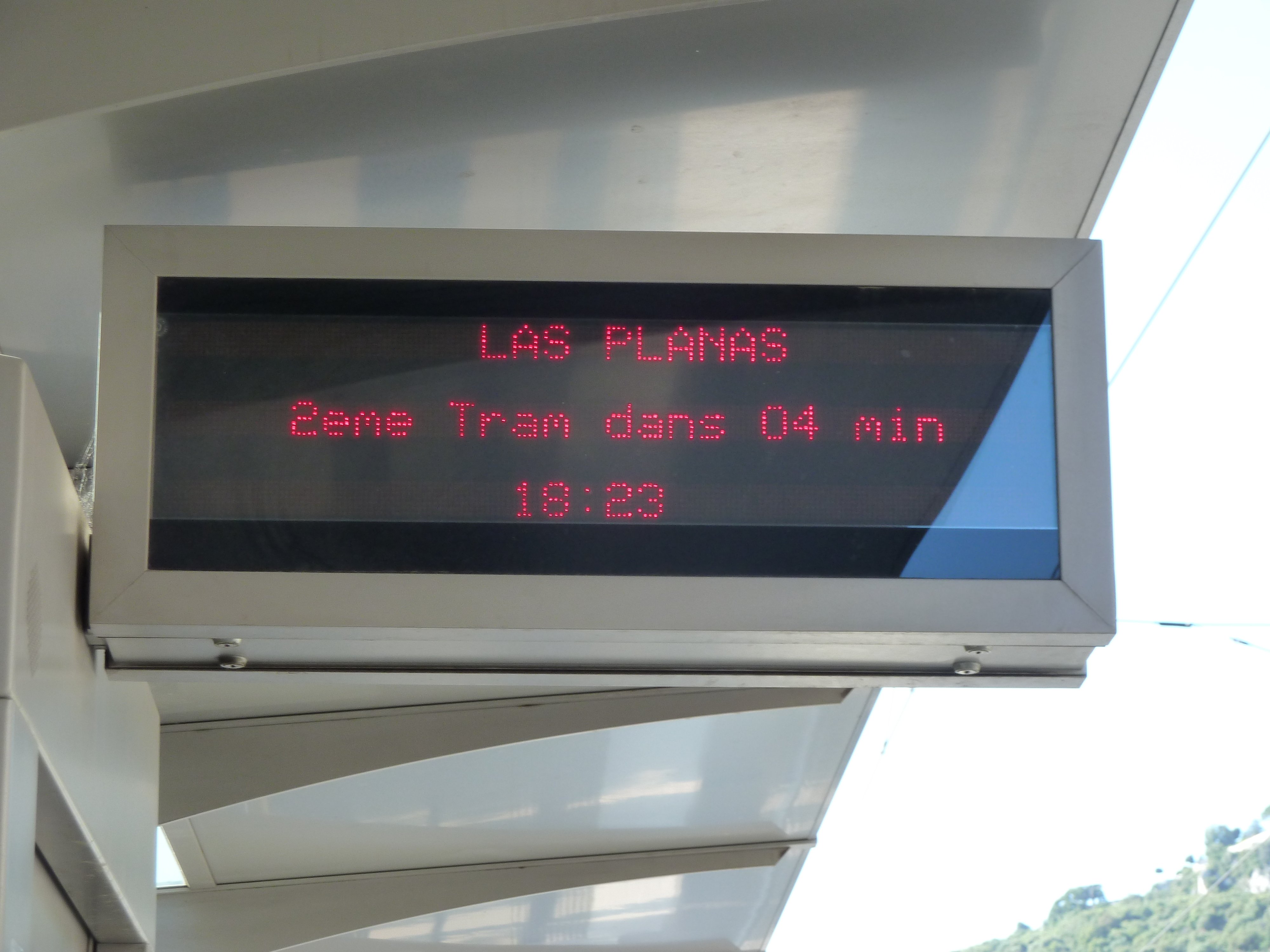
Panneau digital sur un quai de la station Saint-Charles.
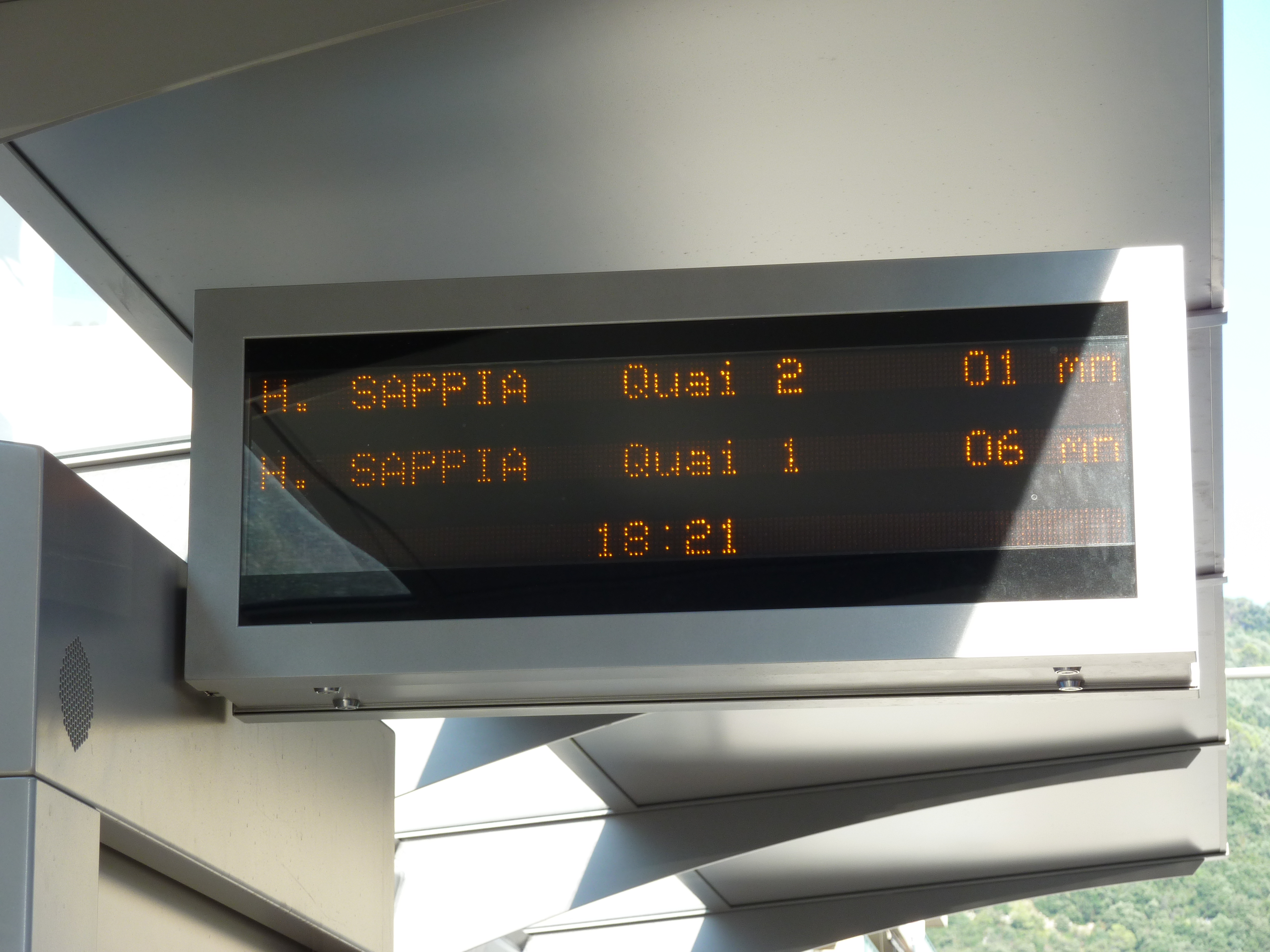
Panneau digital sur un quai de la station Hôpital Pasteur.
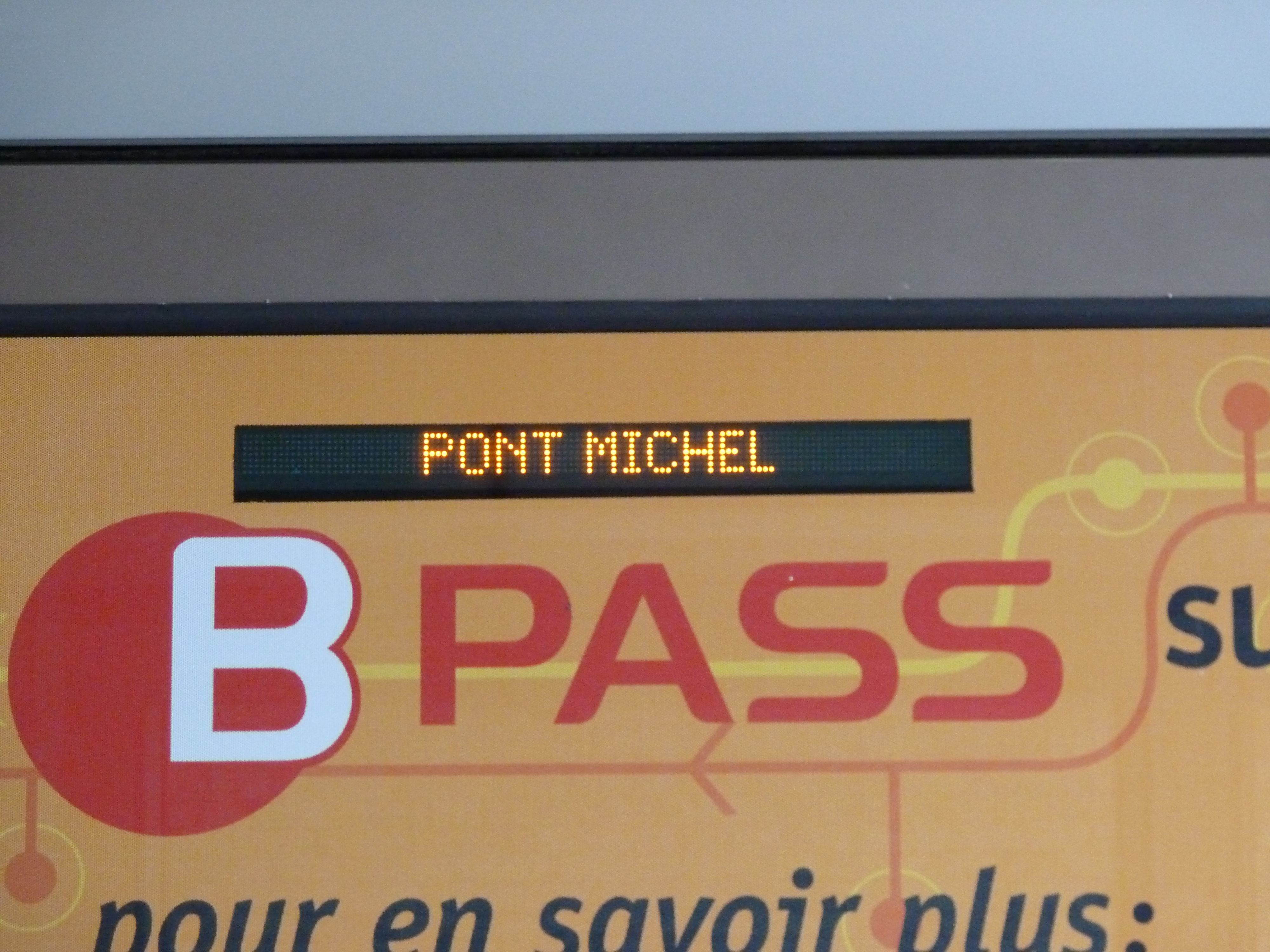
Girouette latérale externe (tramway court).
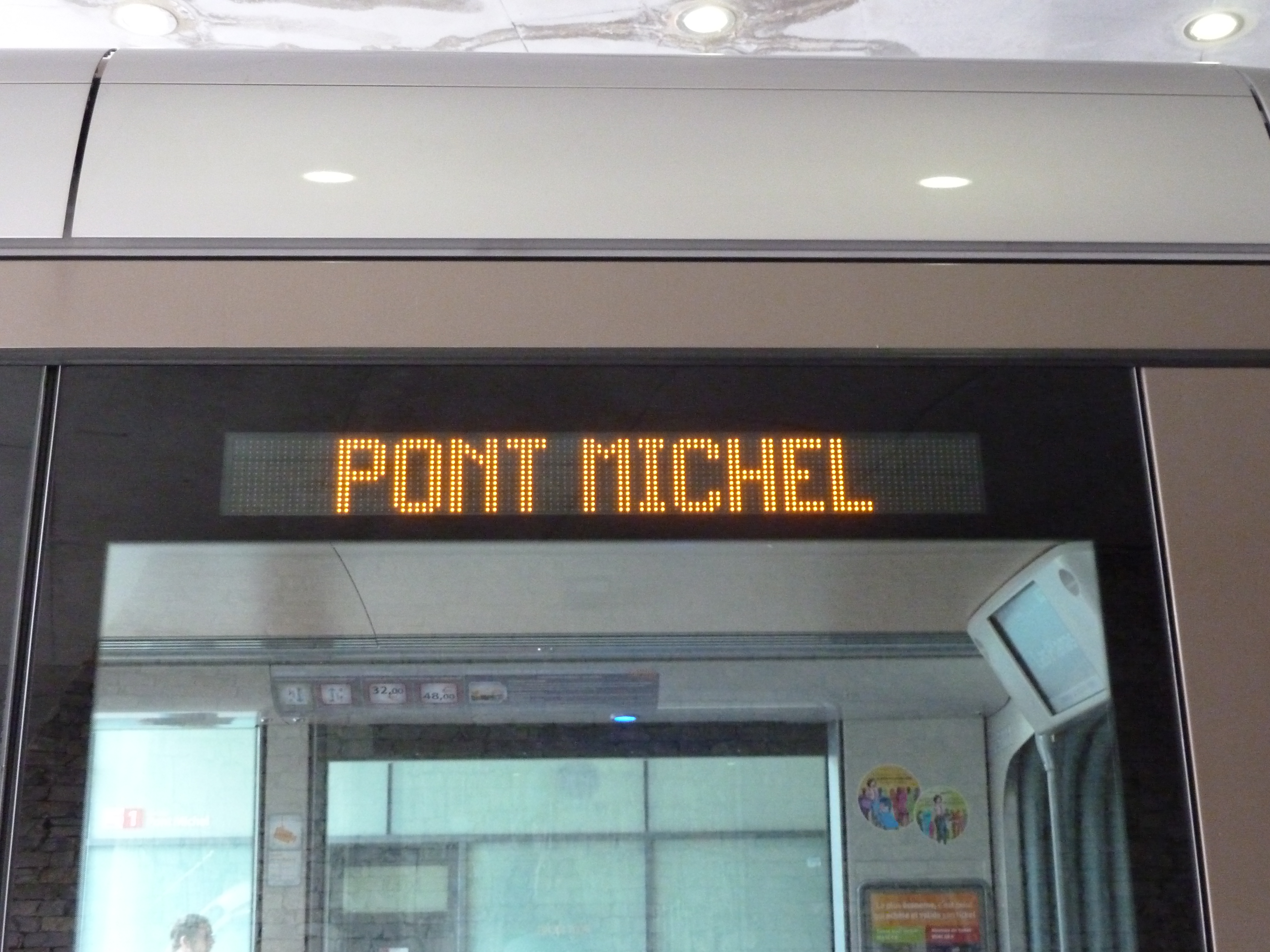
Girouette latérale externe (tramway long).
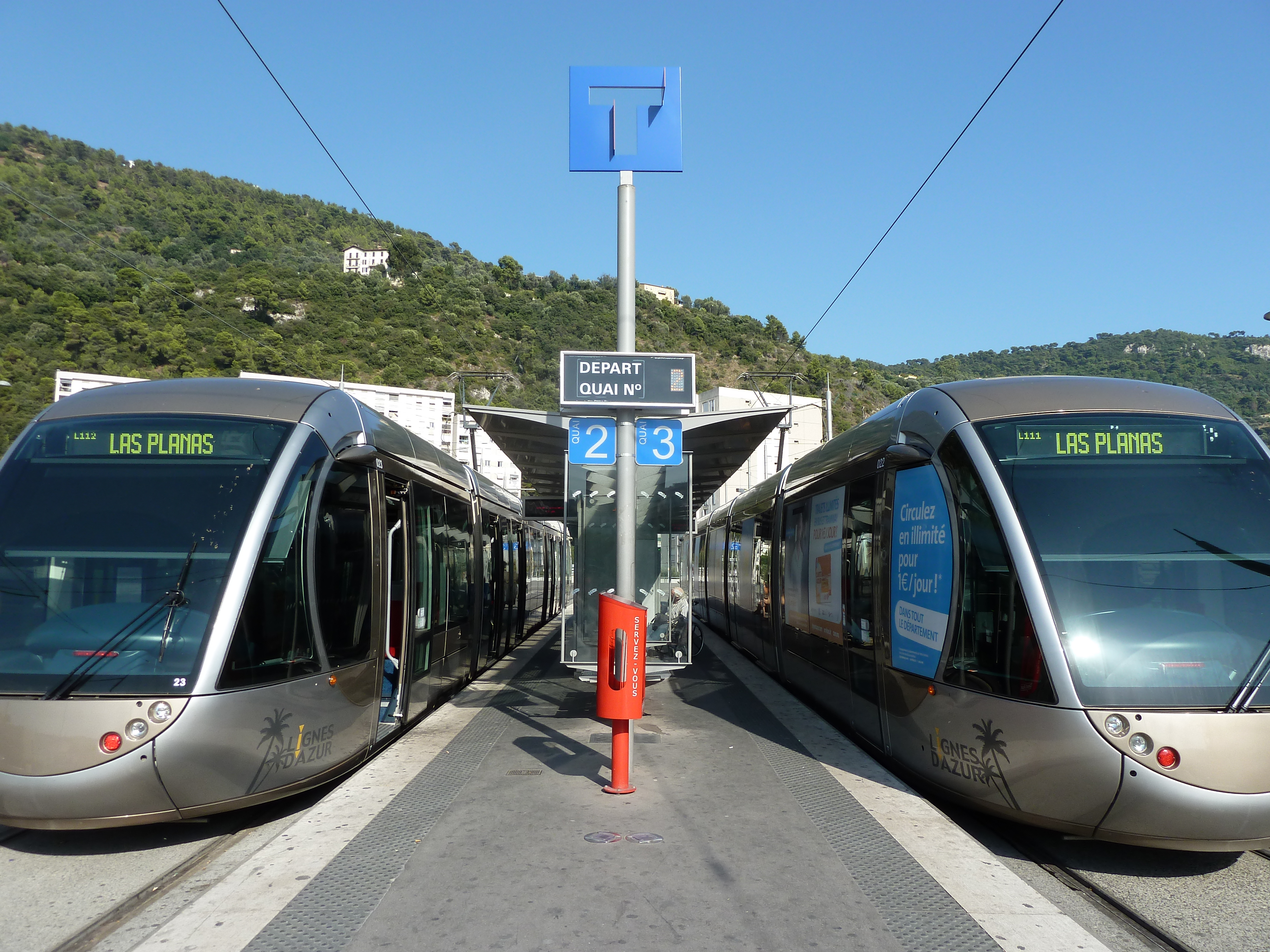
Girouette frontale externe (tramway court).
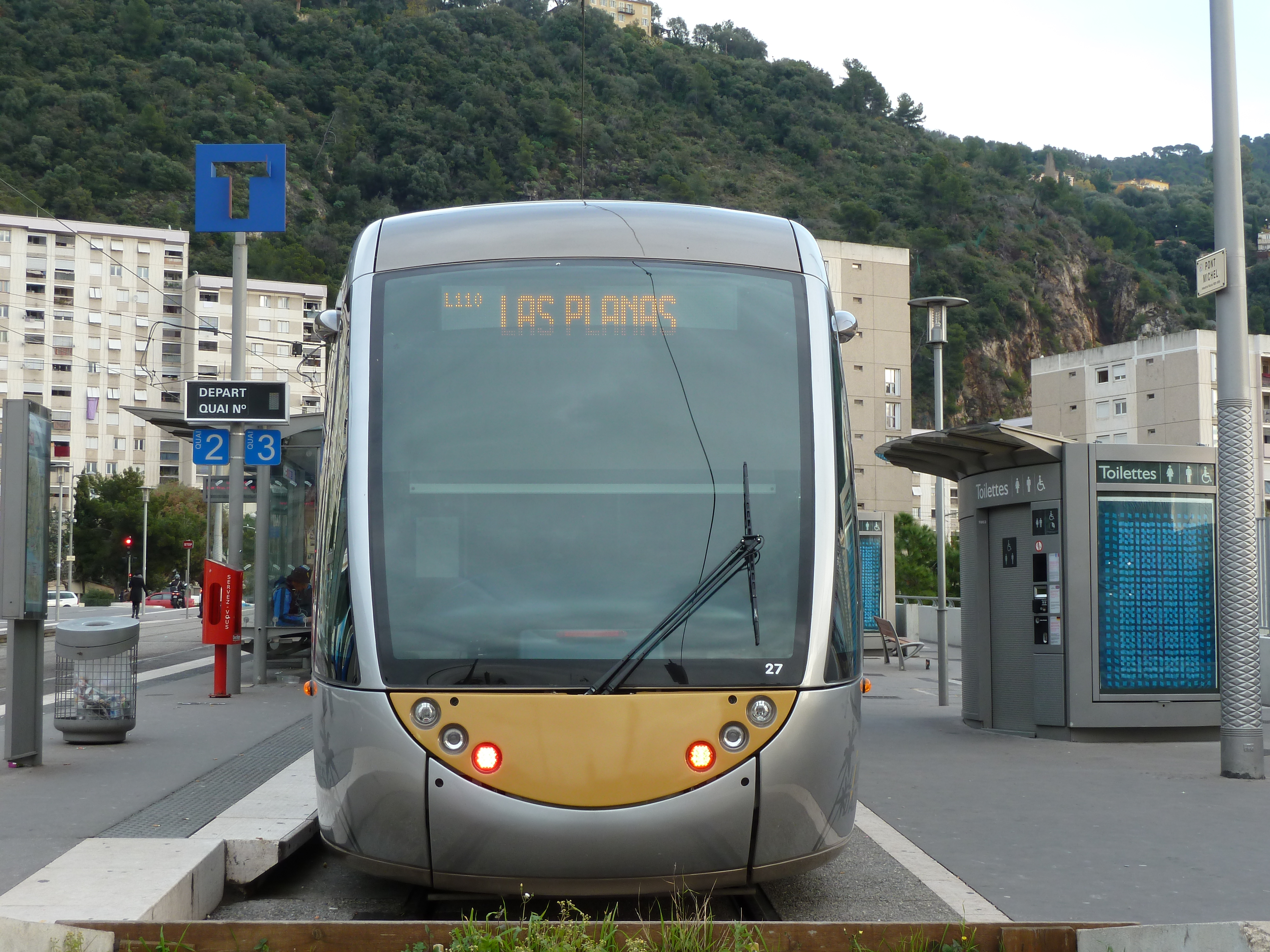
Girouette frontale externe (tramway long).
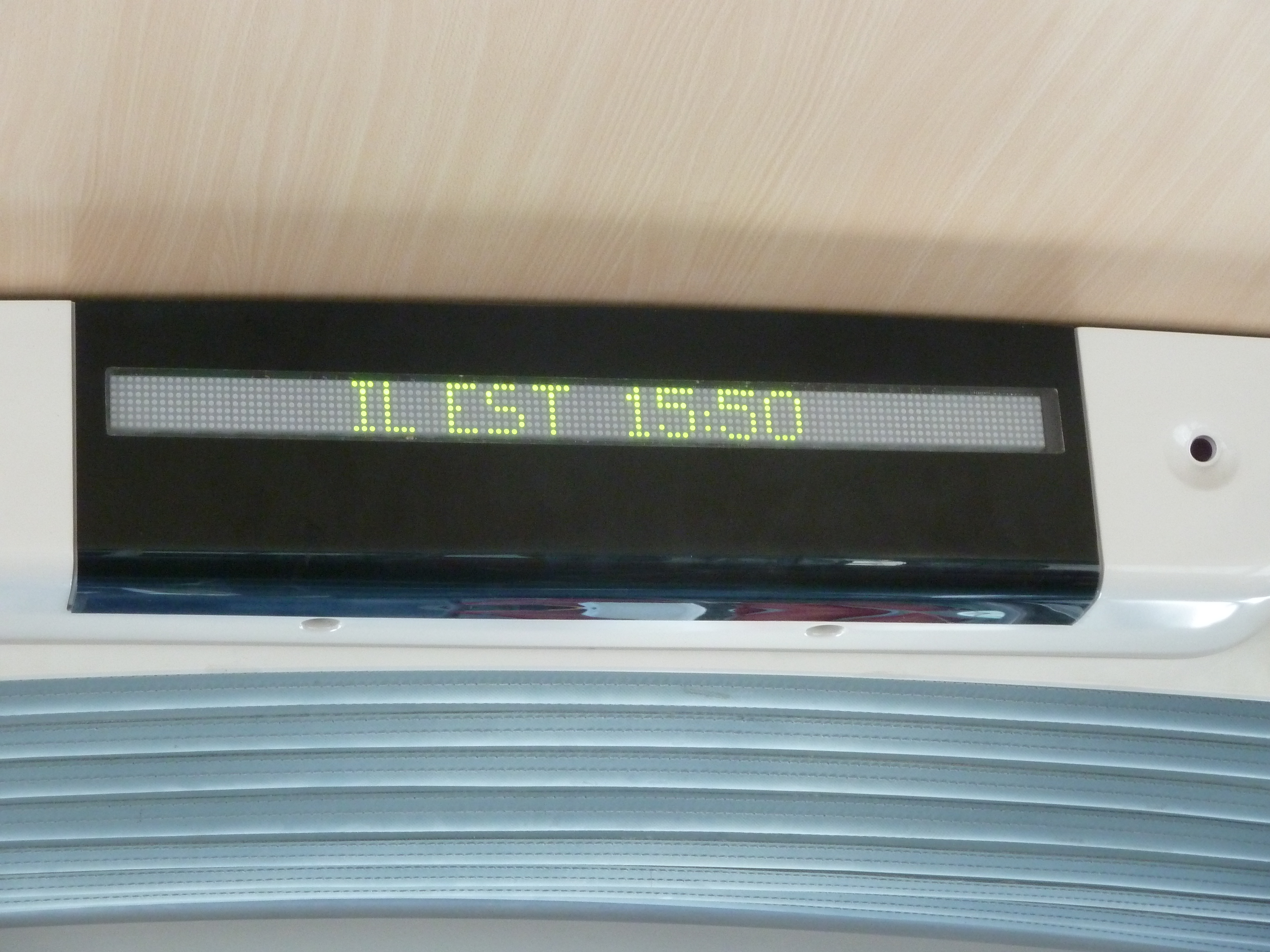
Panneau digital interne (anciennement sur tous les tramways).
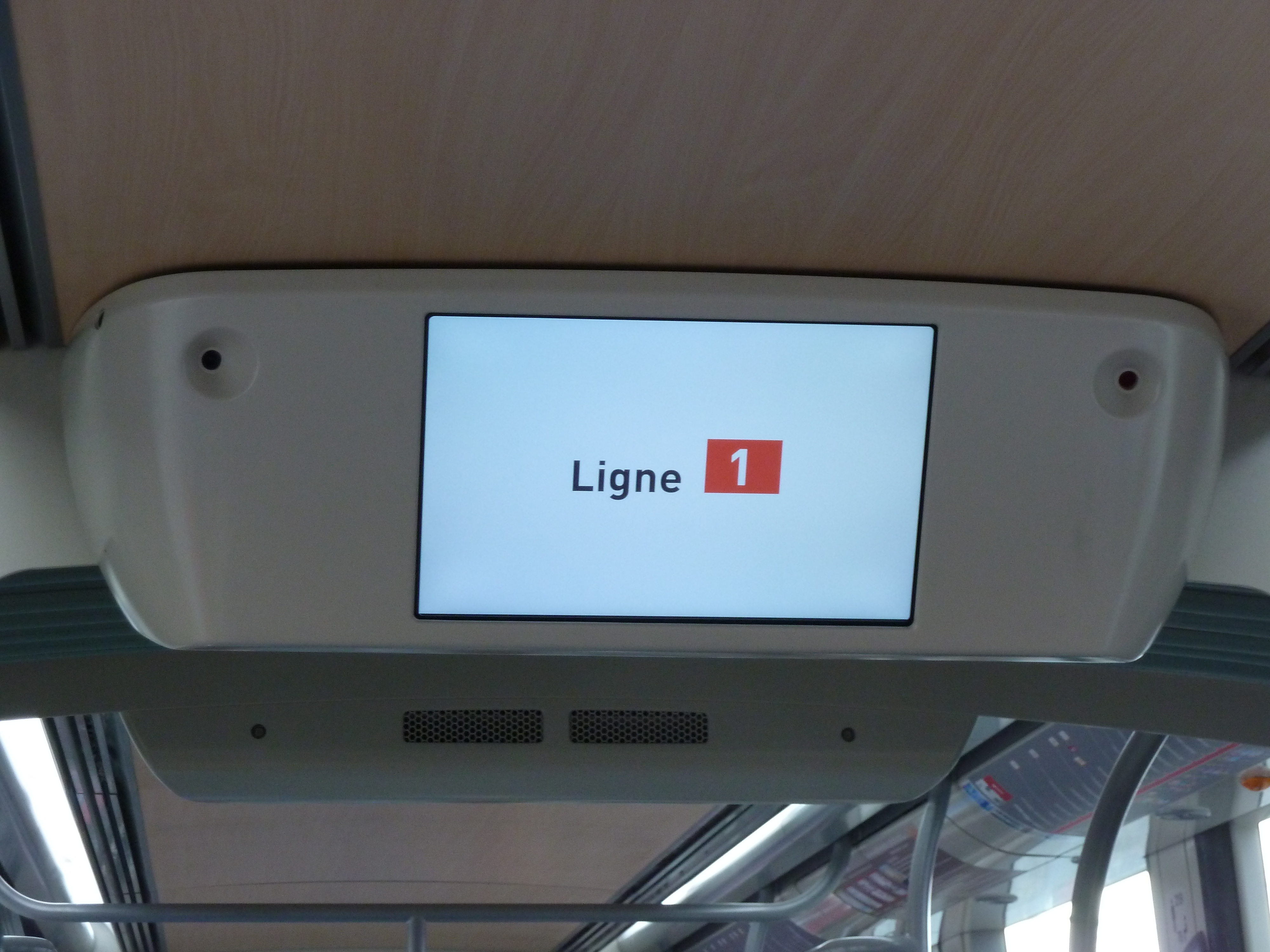
Écran LCD interne (actuellement sur tous les tramways).

### Dépôt
Le centre opérationnel du tramway se trouve à la station Henri Sappia. Il a une surface totale de 65 000 m2 et sert à la gestion de la circulation du tramway ainsi qu’au remisage, à l’entretien et à la maintenance technique de la ligne.
Une station de lavage sur 950 m2 permet le nettoyage extérieur de la rame. Le centre de remisage s’effectue dans un espace de 6 500 m2 pour y ranger toutes les rames sur sept voies. L’atelier de 9 000 m2 dispose de six voies et sert aux opérations de maintenance et de réparation du matériel. Il est surplombé par le poste de commande centralisé et accompagné d’un parc relais de sept cent soixante-cinq places.

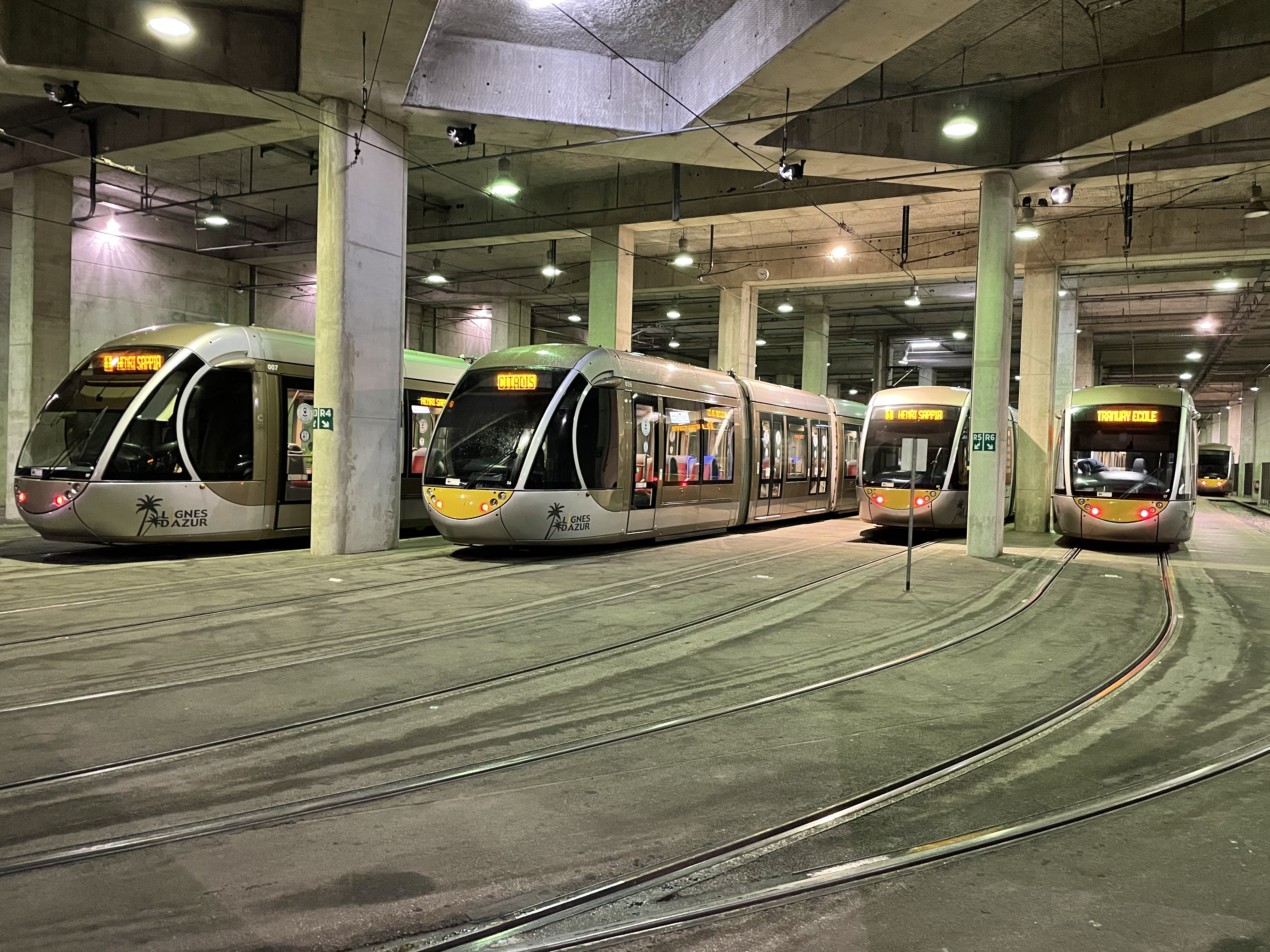
Remisage.
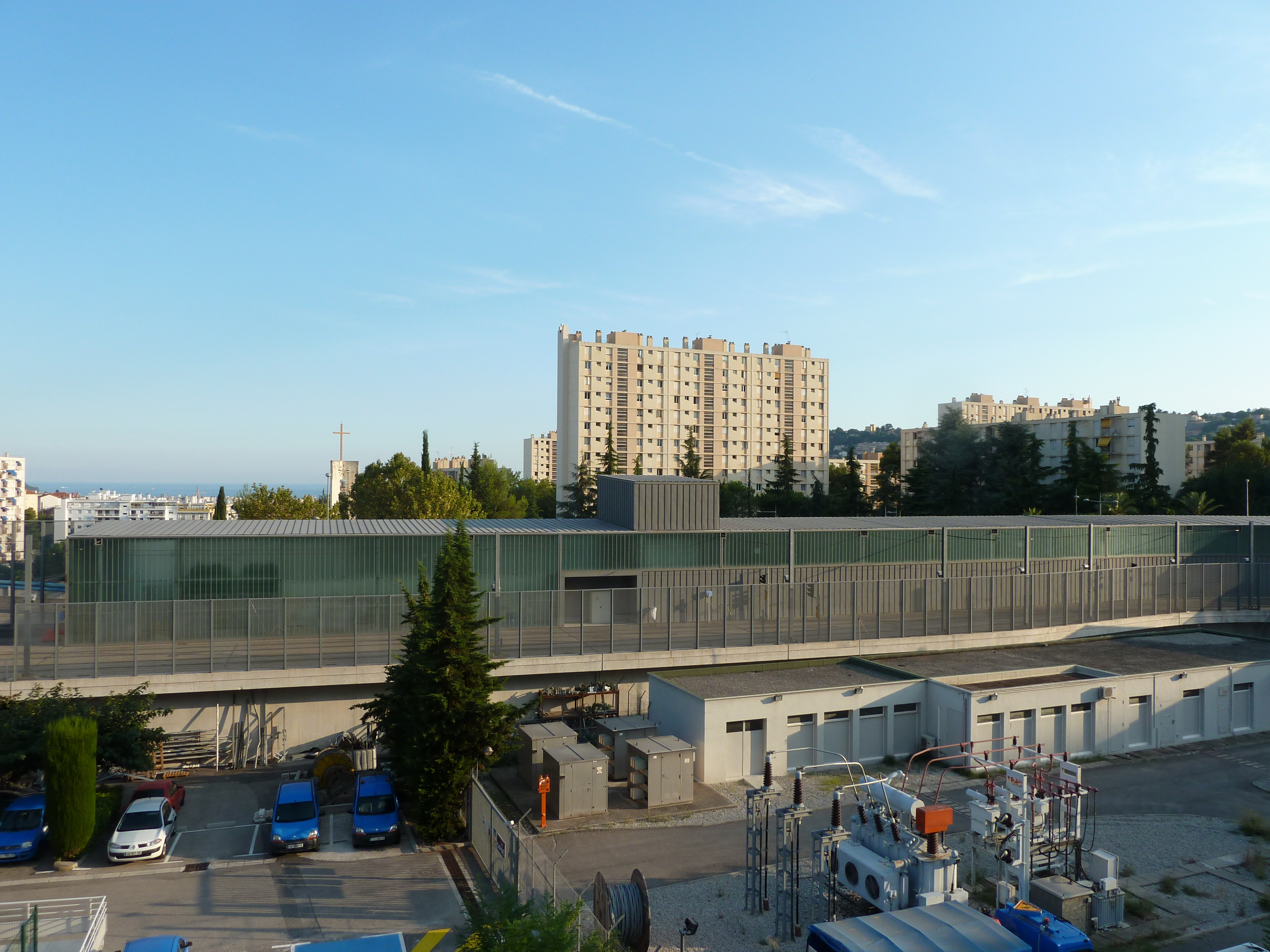
Station de lavage.
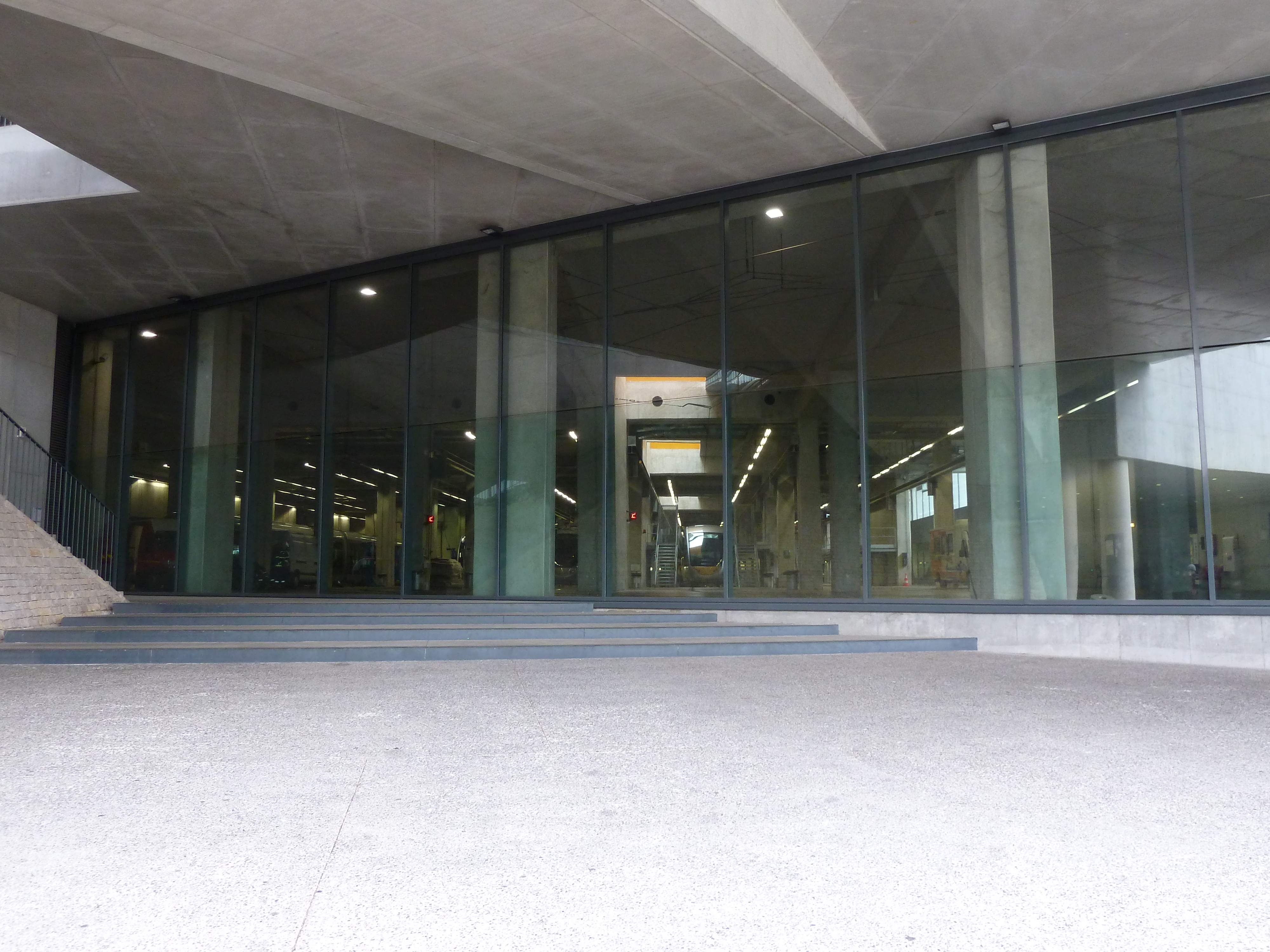
Atelier.
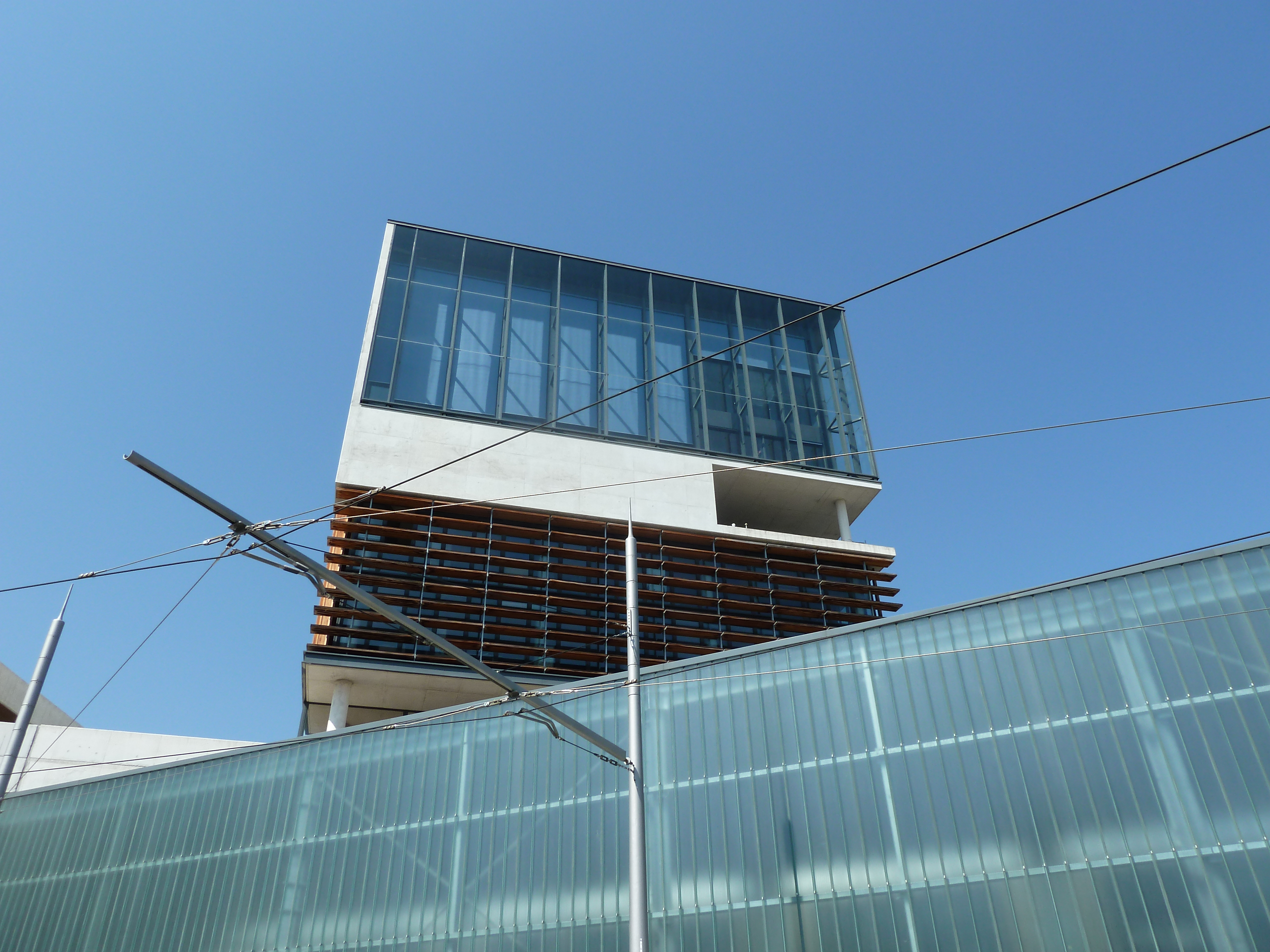
Poste de commande centralisé.

### Maintenance
Lors d’accidents, de fêtes, de manifestations ou d’incidents sur les voies, le trafic peut être perturbé voire interrompu. Suivant la situation, un service de bus de substitution peut être mis en place et les terminus se voir changer.

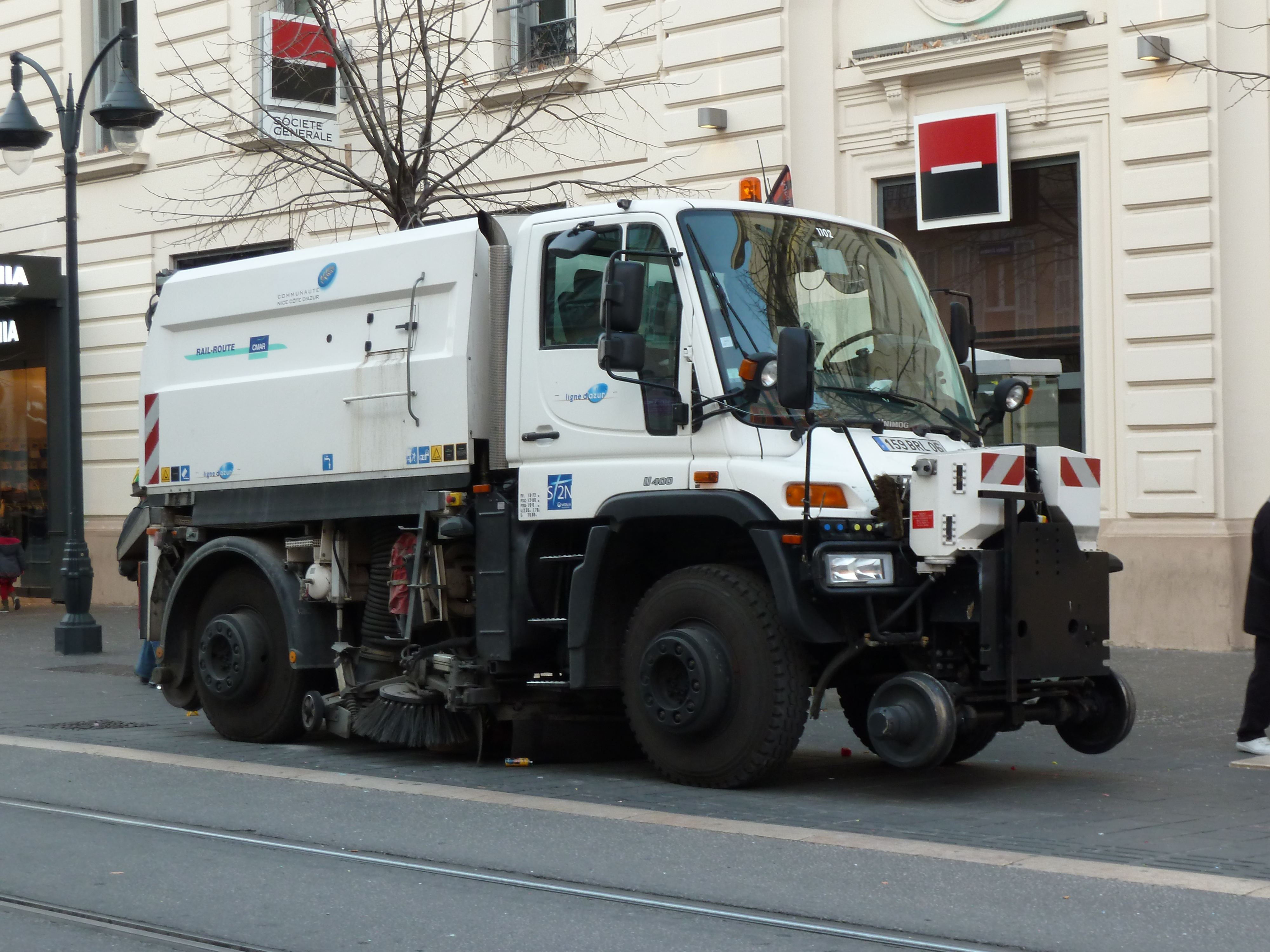
Véhicule rail-route pour le nettoyage des voies.
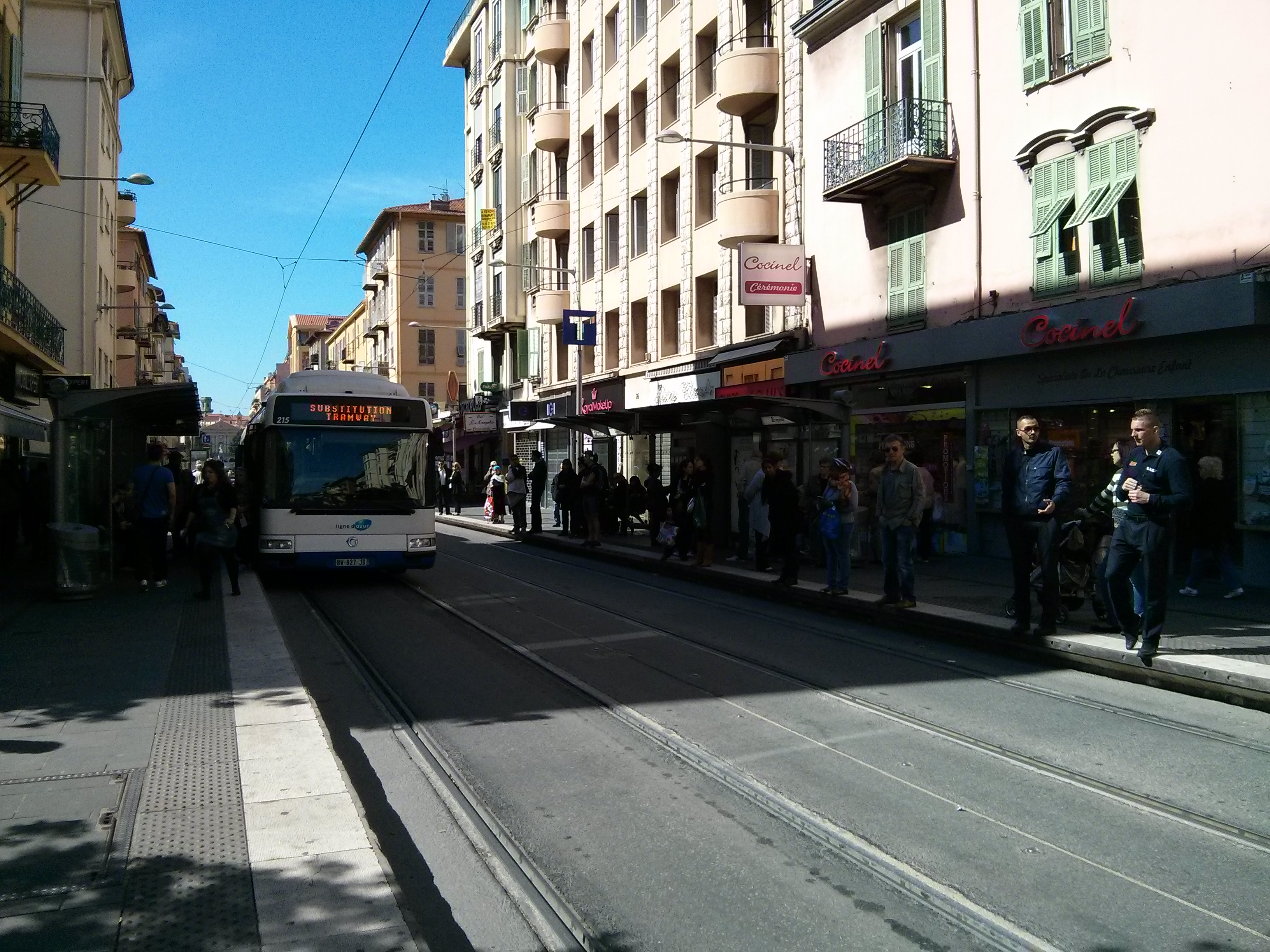
Substitution du tramway remplacé par un bus.

### Tarification
La ligne 1 utilise la même tarification que celle du réseau Lignes d'Azur. Les titres de transports s'achètent sur une carte magnétique rechargeable, et le voyage unitaire est au prix de 1,70 €.

### Trafic
À la mise en service de la ligne, 40 000 passagers ont utilisé une des vingt rames Alstom Citadis mises en circulation, proposant ainsi une fréquence de sept minutes en heures de pointe.
Six mois plus tard, ce sont 60 000 passagers qui empruntent le tramway alors que ce chiffre était prévu d’être atteint en cinq ans.
Depuis sa mise en place, le nombre de passagers ne cesse de croître, passant de 70 000 en 2008 à 90 000 par jour en 2011. Afin de pallier cette augmentation, huit rames sont reçues au cours de l’année 2010. La fréquence passe progressivement de sept à cinq minutes, pour atteindre quatre minutes en 2011.
En 2015, la fréquentation moyenne de la ligne en semaine est de 93 000 voyageurs par jour. Le record du nombre d'usagers sur une journée d'exploitation est enregistré le 14 octobre 2015, avec 109 244 validations.

### Fréquentation
Fréquentation sous forme de graphique
Légende : Moyenne – Maximum
| Année | Moyenne | Maximum                    |
| ----- | ------- | -------------------------- |
| 2007  | 50 000  | ?                          |
| 2008  | 60 000  | 73 000 (7 mai 2008)        |
| 2009  | ?       | ?                          |
| 2010  | 80 000  | 82 557 (1er semestre)      |
| 2011  | 90 000  | 100 706 (12 octobre 2011)  |
| 2012  | 95 000  | ?                          |
| 2013  | ?       | ?                          |
| 2014  | ?       | 107 612 (19 décembre 2014) |
| 2015  | 93 000  | 109 244 (14 octobre 2015)  |
| 2016  | ?       | ?                          |
| 2017  | ?       | 95 963 (11 mai 2017)       |
| 2018  | ?       | ?                          |
| 2019  | ?       | ?                          |
| 2020  | ?       | ?                          |
| 2021  | ?       | ?                          |
| 2022  | 108 000 | ?                          |
| 2023  | ?       | ?                          |
| 2024  | 140 000 | ?                          |

### Parc relais
| Nom                         | Coordonnées                 | Nombre de places  | Nombre de places | Statut                        |
| Nom                         | Coordonnées                 | Véhicule          | Vélo             | Statut                        |
| --------------------------- | --------------------------- | ----------------- | ---------------- | ----------------------------- |
| Henri Sappia                | 43° 43′ 49″ N, 7° 15′ 13″ E | 765 (dont 20 PMR) | –                | Ouvert                        |
| Nice Thiers                 | 43° 42′ 16″ N, 7° 15′ 44″ E | –                 | 180              | Ouvert                        |
| Palais des Expositions      | 43° 42′ 28″ N, 7° 16′ 51″ E | 386 (dont 11 PMR) | –                | Fermeture le 31 décembre 2022 |
| Pont Michel                 | 43° 43′ 21″ N, 7° 17′ 25″ E | 260 (dont 6 PMR)  | –                | Ouvert                        |
| Vauban                      | 43° 42′ 35″ N, 7° 17′ 12″ E | 361 (dont 9 PMR)  | –                | Ouvert                        |
| Pont Jumeaux                | –                           | 1 600 (estimé)    | –                | Projet (2030)                 |
| La Trinité – Anatole France | –                           | 250 (estimé)      | –                | Projet (2030)                 |

## Projet d'extension
(environ 2030).

### Première version

Les deux phases d'extension visibles en rouge pointillé.

L'extension doit se poursuivre après la station Hôpital Pasteur sur la rue Maurice-Maccario puis remonter l'avenue Joseph-Raybaud et le boulevard de L'Ariane tout en longeant le Paillon jusqu'à la ville voisine de La Trinité. L'intégralité de la ligne doit être mise en service aux alentours de 2030.

#### DeHôpital PasteuràL’Ariane Nord
La seconde phase longue d'environ 3,9 km va de Hôpital Pasteur jusqu'à L'Ariane Nord et compte sept nouvelles stations.
|  |   |  | Station              | Correspondances |
|  | - |  | -------------------- | --------------- |
|  | x |  | Raybaud              |                 |
|  | x |  | Hôpital Sainte-Marie |                 |
|  | x |  | Ponts Jumeaux        |                 |
|  | x |  | Chênes Blancs        |                 |
|  | x |  | Parc de l'Ariane     |                 |
|  | x |  | Place des Sitelles   |                 |
|  | x |  | L'Ariane Nord        |                 |

Note

#### DeL'Ariane NordàLa Trinité – Anatole France
La troisième phase longue d'environ 530 m va de L'Ariane Nord jusqu'à la prochaine station La Trinité – Anatole France desservant ainsi la commune de La Trinité.
|  |   |  | Station                     | Correspondances |
|  | - |  | --------------------------- | --------------- |
|  | x |  | La Trinité – Anatole France |                 |

Note

### Deuxième version
L'extension de la ligne est abandonnée au profit de la création d'une ligne de bus à haut niveau de service (BHNS) en 2018.

### Troisième version
En 2019, Christian Estrosi annonce un système de tram-train en 2026 pour 190 millions d'euros où le tramway est prolongé de la station Hôpital Pasteur jusqu'au pont passant au-dessus du boulevard Anatole-France à La Trinité, après quoi il rejoindra la voie ferrée de la ligne de Nice à Breil-sur-Roya à partir de la gare de La Trinité-Victor jusqu'à la commune de Drap.

### Quatrième version
En 2020, Christian Estrosi reprend l'idée initiale d'étendre la ligne actuelle du tramway en passant par le quartier de l'Ariane et plusieurs communes de la vallée du Paillon. Cette extension est présentée comme une nouvelle ligne 5 indépendante de la ligne 1 divisée en trois phases : la première de la station Pont Michel au nord de l'Ariane ; la deuxième du nord de l'Ariane à la Trinité ; et la troisième, qui doit passer en souterrain, de la Trinité à Drap. Le budget est estimé à 340 millions d'euros.

## Culture
Le tramway est utilisé à plusieurs reprises par le GIPN pour faire des démonstrations de leurs compétences lors de la journée de la sécurité intérieure,,.